# Vitesse in het seizoen 2011/12
|               | Eredivisie | KNVB beker | Play-offs | Totaal |
| ------------- | ---------- | ---------- | --------- | ------ |
| Wedstrijden   | 34         | 4          | 4         | 42     |
| Gewonnen      | 15         | 2          | 3         | 20     |
| Gelijk        | 8          | 1          | 0         | 9      |
| Verloren      | 11         | 1          | 1         | 13     |
| Thuis         | 17         | 3          | 2         | 22     |
| Uit           | 17         | 1          | 2         | 20     |
| Gele kaarten  | 48         | 10         | 8         | 66     |
| 2× gele kaart | 2          | 1          | 0         | 3      |
| Rode kaarten  | 4          | 1          | 0         | 5      |
| Doelsaldo     | +5         | +1         | +4        | +10    |
| voor          | 48         | 5          | 9         | 62     |
| tegen         | 43         | 4          | 5         | 52     |
| ‘De Nul’      | 14         | 1          | 1         | 16     |

Vitesse kwam in het seizoen 2011/2012 voor het 23e seizoen op rij uit in de hoogste klasse van het betaald voetbal, de Eredivisie. Daarnaast nam het Arnhemse elftal deel aan het toernooi om de KNVB beker.

## Samenvatting
In de Eredivisie eindigde Vitesse na 34 wedstrijden op de 7e plaats met 53 punten. Vitesse plaatste zich daardoor voor de Play-offs om Europees voetbal.
 In de eerste ronde van de Play-offs won Vitesse over twee wedstrijden van NEC, waardoor de finale behaald werd. In de finale won Vitesse vervolgens over twee wedstrijden van RKC Waalwijk, waardoor Europees voetbal om de UEFA Europa League behaald werd en Vitesse uiteindelijk als 6e eindigde in de Eredivisie.

In de KNVB beker werd Vitesse in de kwartfinale met 1–2 uitgeschakeld door sc Heerenveen.
In de competitie bezochten gemiddeld 17.588 toeschouwers Vitesse in GelreDome.

### Voorbereiding
In de voorbereiding op het seizoen 2011/'12 vond op zondag 3 juli de eerste training plaats, onder toeziend oog van 3000 à 4000 toeschouwers. Onder leiding van de nieuwe coach John van den Brom en zijn assistenten Menzo, Capellas en Van der Gouw (keeperstrainer), bestond de selectie bij de eerste training uit 16 man waaronder de twee jeugdspelers Ryan Bouwmeester en Mike Vreekamp. Genaro Snijders en Kevin van Diermen zijn niet op het veld aanwezig vanwege een blessure; de overige 14 wel aanwezige selectiespelers: Room, Van der Sman, Büttner, Drost, Kasjia, Van der Struijk, Yasuda, Van Ginkel, Pröpper, Bony, Tsjantoeria, Jenner, Pedersen en Tighadouini (Jong Vitesse).
In de eerste trainingsweek sloot oud-Vitesse-speler Nicky Hofs aan bij de selectie om zijn conditie op peil te houden en werd de selectie verstrekt door het aantrekken van doelman Marko Meerits en aanvaller Renato Ibarra. Ibarra vertrok na het tekenen van zijn contract naar Colombia om met Ecuador mee te doen aan het WK voetbal onder 20. Aan het einde van de eerste trainingsweek speelde Vitesse de eerste oefenwedstrijd: er werd met 14–0 gewonnen van de Arnhemse Boys.
Op 11 juli vertrok Vitesse voor een trainingskamp van acht dagen in het Zuid-Duitse Bad Gögging. Naast de selectie van het eerste elftal, zeven spelers van de beloften en Nicky Hofs, was ook de Zuid-Afrikaanse speler Clayton Daniels mee. Daniels mocht zich bewijzen tijdens het trainingskamp, net als assistent-trainer Capellas wiens lot nog niet bepaald was.
Er werden twee oefenwedstrijden gespeeld tijdens het trainingskamp: tegen de Duitse clubs FC Augsburg (1–0 winst) en Jahn Regensburg (4–0 winst).
Aan het einde van het trainingskamp vertrok Daniels zonder contract terug naar Zuid-Afrika.
In de derde week werden de twee Braziliaanse tweelingbroers Alex en Anderson Santos da Vitória medisch gekeurd en aan de selectie van Vitesse toegevoegd.
Op vrijdag 22 juli werden de eerste teamfoto's voor het nieuwe seizoen gemaakt; met de broers Santos da Vitória en ook met aanwinsten Tsjantoeria en Meerits, maar nog zonder Ibarra. In het weekend werd een oefenwedstrijd tegen FC Oss in Veenendaal met 5–1 gewonnen en kwam definitief het nieuws dat assistent-trainer Capellas dit seizoen bij Vitesse blijft.
In de vierde week volgde een tweede trainingskamp: vijf dagen verblijft de selectie in Epe, met trainingen op het sportpark van de lokale SV. Op de tweede dag won Vitesse een oefenwedstrijd tegen AGOVV Apeldoorn in Loenen met 4–0. Na afloop van deze oefenwedstrijd bracht Vitesse naar buiten dat Piet Velthuizen zou aansluiten bij de selectie, al was de keeper nog niet vrijgegeven door Hércules Alicante. Velthuizen doorstond de medische keuring en trainde daarna direct mee met de selectie.
In het weekend na het trainingskamp speelde Vitesse in Arnhem een oefenwedstrijd tegen het Saoedische Al Shabab dat onder leiding stond van Michel Preud'homme. De potentiële Vitesse-spelers Valeri Qazaishvili en Alejandro Guido zagen op de tribune dat ook de laatste oefenwedstrijd in winst werd omgezet (4–0).
Op 31 juli vond de jaarlijkse Fandag plaats in het centrum van Arnhem, waarbij de selectie zich presenteert aan de supporters.
In de laatste week van de voorbereiding vertrokken de broers Alex en Anderson na het tekenen van de contracten naar Brazilië in afwachting van hun werkvergunning.
Renato Ibarra heeft het WK voetbal onder 20 gemist door een spierscheuring, en revalideerde in Quito in afwachting van zijn werkvergunning.
Nicky Hofs, die vanaf de tweede dag van de voorbereiding met de selectie had meegetraind en in alle oefenduels minuten had gemaakt, tekende op 3 augustus een contract dat hem voor een derde periode aan Vitesse verbond. Een dag later trainde de selectie voor het eerst op de nieuwe grasmat van GelreDome, waarbij ook de van AGOVV teruggekeerde Michalis Vakalopoulos deelnam.

### Competitie / Competitieseizoen
Eredivisie, verloop punten en stand:
| Speelronde         | 1  | 2  | 3  | 4  | 5  | 6  | 7  | 8  | 9  | 10 | 11 | 12 | 13 | 14 | 15 | 16 | 17 | 18 | 19 | 20 | 21 | 22 | 23 | 24 | 25 | 26 | 27 | 28 | 29 | 30 | 31 | 32 | 33 | 34 | Eindstand |
| ------------------ | -- | -- | -- | -- | -- | -- | -- | -- | -- | -- | -- | -- | -- | -- | -- | -- | -- | -- | -- | -- | -- | -- | -- | -- | -- | -- | -- | -- | -- | -- | -- | -- | -- | -- | --------- |
| Punten, speelronde | 1  | 3  | 3  | 0  | 0  | 3  | 3  | 1  | 3  | 1  | 3  | 0  | 0  | 1  | 3  | 1  | 3  | 0  | 0  | 3  | 0  | 0  | 0  | 3  | 3  | 3  | 0  | 1  | 3  | 3  | 1  | 3  | 1  | 0  | Eindstand |
| Punten, totaal     | 01 | 04 | 07 | 07 | 07 | 10 | 13 | 14 | 17 | 18 | 21 | 21 | 21 | 22 | 25 | 26 | 29 | 29 | 29 | 32 | 32 | 32 | 32 | 35 | 38 | 41 | 41 | 42 | 45 | 48 | 49 | 52 | 53 | 53 | 53        |
| Stand              | 10 | 4  | 3  | 6  | 8  | 6  | 6  | 6  | 5  | 5  | 4  | 4  | 8  | 7  | 7  | 7  | 6  | 7  | 7  | 7  | 7  | 7  | 7  | 7  | 7  | 7  | 7  | 7  | 7  | 7  | 7  | 7  | 7  | 7  | 6 *       |

0* Officiële eindstand, na de Play-offs.
Augustus 2011

September 2011

Oktober 2011

November 2011

December 2011

Januari 2012

Februari 2012

Maart 2012

April 2012

Mei 2012

### KNVB beker
Eerste ronde

Vitesse had, net als de andere clubs uit het betaald voetbal, de eerste beker-ronde een bye.
Tweede ronde

Op 20 september 2011 startte Vitesse het bekertoernooi met een thuiswedstrijd tegen NAC Breda. Na 90 minuten en na de verlenging was de stand nog steeds 0–0; Vitesse won na strafschoppen (5–4), waarbij Piet Velthuizen de vijfde en laatste penalty van NAC Breda had gestopt.
Derde ronde

Op woensdag 26 oktober speelde Vitesse thuis tegen ADO Den Haag; Vitesse won met 2–1 door Vitesse-doelpunten van Pedersen en Bony.
Achtste finale

Op donderdag 22 december 2011 speelde Vitesse uit tegen FC Eindhoven; Vitesse won met 1–2 door Vitesse-doelpunten van Van Ginkel en Aborah. Aanvoerder Goeram Kasjia kreeg in de 55e minuut zijn tweede gele kaart en dus rood; hij miste hierdoor de kwartfinale van de KNVB beker.
Kwartfinale

Op 31 januari 2012 verloor Vitesse thuis van sc Heerenveen met 1–2 in de kwartfinale; het Vitesse-doelpunt is van Aborah. Dit was het eindstation van Vitesse in de beker dit seizoen, met het beste resultaat sinds seizoen 2002/'03.

### Tenue
| thuis | uit |

Net als in de seizoenen 2009/'10 en 2010/'11 speelde Vitesse dit seizoen in een tenue van Klupp. "Thuis" in het shirt met geel/zwarte banen, waarbij vier banen zwart zijn; met witte broek en sokken. Het geel/zwarte patroon van het shirt was gespiegeld ten opzichte van het shirt van het vorige seizoen, waarbij verder de mouwen waren aangepast (geen zwarte banen meer) en de kraag was vervangen door een V-hals.
Het "Uit"-shirt was zwart, met een verticale blauwwitte baan van de stad Arnhem. Bij het uittenue werden een zwarte broek en sokken gedragen, of eventueel een witte broek (uit bij NAC Breda, RKC Waalwijk, VVV-Venlo).
Het "thuis"-tenue werd ook bij enkele uitwedstrijden gedragen, in de Eredivisie bij Ajax (met zwarte broek en sokken), Excelsior, NEC, De Graafschap (met zwarte broek en sokken), FC Twente, Heracles Almelo, PSV en Feyenoord, in de KNVB beker tegen FC Eindhoven en in de Play-offs tegen NEC.
Vanaf de eerste officiële wedstrijd stonden de spelersnamen op het shirt, onder het rugnummer.
In de voorbereiding en aan het begin van het seizoen had Vitesse geen shirtsponsor en stond bij de wedstrijden het goede doel Spieren voor Spieren op de borst. Op 13 oktober 2011 bracht Vitesse naar buiten dat Simpel.nl de nieuwe hoofdsponsor is; vanaf de uitwedstrijd tegen NEC op 16 oktober staat deze sponsor op het shirt. Behalve de sponsornaam op het shirt, op borst en rug, veranderen de tenues niet noemenswaardig; Spieren voor Spieren kreeg een plaats op de linkermouw.
De thuiswedstrijd op 17 september 2011 tegen Roda JC Kerkrade stond in het teken van de jaarlijkse Airborne herdenking, de 67e herdenking van de Slag om Arnhem. De Vitesse-spelers droegen eenmalig shirts met het Airborne logo midden op de borst; de KNVB heeft hiervoor speciaal toestemming gegeven. De 18 shirts werden geveild waarbij de opbrengst (bijna €5000) volledig ten goede kwam aan de Stichting Airborne Herdenkingen.

## Staf eerste elftal 2011/12

### Trainersstaf
Kort voor de start van het seizoen, op 22 juni 2011, bracht Vitesse naar buiten niet langer door te gaan met Albert Ferrer als hoofdtrainer: het contract van Ferrer liep af op 30 juni. Uit de jaarrekening over het seizoen 2011/'12 bleek dat Ferrer uiteindelijk zelf zijn optie niet lichtte.
Na een week van onderhandelingen, werd oud-Vitessenaar John van den Brom van ADO Den Haag overgenomen; de nieuwe hoofdcoach werd op 30 juni gepresenteerd aan de pers. Na het behalen van de Play-offs om Europees voetbal werd het contract automatisch met één seizoen verlengd.
Assistent-trainer Stanley Menzo had een doorlopend contract en zette zijn functie voort in 2011/'12. Op 4 februari 2012 bracht Vitesse naar buiten dat het contract met Menzo met twee jaar werd verlengd.
Voor de met Ferrer meegekomen assistent Albert Capellas Herms zocht Vitesse met Van den Brom uit of Capellas kon aanblijven; in de eerste trainingsweken stond Capellas naast Van den Brom en Menzo op het veld. Op 24 juli kwam het bericht dat Vitesse en Capellas een contract voor de duur van een jaar aangaan met optie voor nog een jaar. Op 24 januari 2012 bracht Vitesse naar buiten dat het contract van Capellas met twee jaar verlengd werd.
Keeperstrainer Raimond van der Gouw had een aflopend contract dat in juni 2011 werd verlengd tot medio 2013.
Overzicht trainersstaf
|                    | Naam                  | Functie            | Contract tot |
| ------------------ | --------------------- | ------------------ | ------------ |
| Vlag van Nederland | John van den Brom     | Hoofdtrainer/Coach | 30 juni 2014 |
| Vlag van Nederland | Stanley Menzo         | Assistent-trainer  | 30 juni 2014 |
| Vlag van Spanje    | Albert Capellas Herms | Assistent-trainer  | 30 juni 2014 |
| Vlag van Nederland | Raimond van der Gouw  | Keeperstrainer     | 30 juni 2013 |

### Overige staf
|                    | Naam              | Functie        |
| ------------------ | ----------------- | -------------- |
| Vlag van Nederland | Han van den Berg  | Fysiotherapeut |
| Vlag van Nederland | Gerard Verwaaijen | Masseur        |
| Vlag van Nederland | Leo Heere         | Clubarts       |

In december 2011 kwam Eduardo Santos als persoonlijke fysiotherapeut met Jonathan Reis mee.

## Selectie in het seizoen 2011/'12
Tot de selectie 2011/'12 worden alle spelers gerekend die gedurende (een deel van) het seizoen tot de selectie van het eerste elftal hebben behoord volgens Vitesse.nl, dus ook als ze bijvoorbeeld geen wedstrijd gespeeld hebben. De spelers van Jong Vitesse worden hier ook tot de selectie gerekend, als ze bij minimaal 1 officiële wedstrijd van het eerste elftal tot de wedstrijdselectie behoorden.

### Selectie
| Nr.             |                    | Naam                          | Contract        | Geboortedatum     | Seizoen         | Vorige club                | Debuut            |
| Doelverdediging | Doelverdediging    | Doelverdediging               | Doelverdediging | Doelverdediging   | Doelverdediging | Doelverdediging            | Doelverdediging   |
| --------------- | ------------------ | ----------------------------- | --------------- | ----------------- | --------------- | -------------------------- | ----------------- |
| 21.             | Vlag van Estland   | Marko Meerits                 | 2014            | 16 april 1992     | 1e              | FC Flora Tallinn           | 7 augustus 2011   |
| 01.             | Vlag van Nederland | Eloy Room                     | 2015            | 6 februari 1989   | 4e              | Eigen jeugd                | 8 maart 2009      |
| 28.             | Vlag van Nederland | Sebastiaan van der Sman *1    | onbep.          | 23 juli 1988      | 4e              | Eigen jeugd                | -                 |
| 22.             | Vlag van Nederland | Piet Velthuizen (res.-)       | 2016            | 3 november 1986   | 6e              | Hércules Alicante          | 31 december 2006  |
| Verdediging     |                    |                               |                 |                   |                 |                            |                   |
| 15.             | Vlag van Nederland | Patrick van Aanholt           | 2012            | 29 augustus 1990  | 1e              | Chelsea FC                 | 27 januari 2012   |
| 05.             | Vlag van Nederland | Alexander Büttner (res.-)     | 2013            | 11 februari 1989  | 5e              | Eigen jeugd                | 15 maart 2008     |
| 26.             | Vlag van Nederland | Kevin van Diermen             | 2012            | 3 juli 1989       | 6e              | Go Ahead Eagles            | 15 april 2007     |
| 25.             | Vlag van Nederland | Jeroen Drost                  | 2012            | 21 januari 1987   | 4e              | FC Zwolle                  | 29 augustus 2008  |
| 02.             | Vlag van Tsjechië  | Tomáš Kalas                   | 2012            | 15 mei 1993       | 1e              | Chelsea FC                 | 17 september 2011 |
| 37.             | Vlag van Georgië   | Goeram Kasjia                 | 2016            | 7 april 1987      | 2e              | FC Dinamo Tbilisi          | 18 september 2010 |
| 03.             | Vlag van Estland   | Raio Piiroja                  | 2012            | 11 juli 1979      | 1e              | Fredrikstad FK             | 1 oktober 2011    |
| 43. (14.)       | Vlag van Brazilië  | Alex Santos da Vitória *1     | 2015            | 10 juni 1992      | 1e              | CR Flamengo                | -                 |
| 33. (15.)       | Vlag van Brazilië  | Anderson Santos da Vitória *1 | 2015            | 10 juni 1992      | 1e              | CR Flamengo                | -                 |
| 06.             | Vlag van Nederland | Frank van der Struijk         | 2014            | 28 maart 1985     | 4e              | Willem II                  | 29 augustus 2008  |
| 43.             | Vlag van Nederland | Michalis Vakalopoulos *3      | ama.            | 26 juni 1990      | 2e              | Eigen jeugd                | -                 |
| 41.             | Vlag van Nederland | Nando Wormgoor *3             | ama.            | 17 februari 1992  | 1e              | Eigen jeugd                | -                 |
| 16.             | Vlag van Japan     | Michihiro Yasuda              | 2013            | 20 december 1987  | 2e              | Gamba Osaka                | 22 januari 2011   |
| Middenveld      |                    |                               |                 |                   |                 |                            |                   |
| 23.             | Vlag van België    | Stanley Aborah                | 2012            | 23 juni 1987      | 1e              | (Clubloos) / Cappellen FC  | 16 oktober 2011   |
| 20.             | Vlag van Ghana     | Anthony Annan                 | 2012            | 21 juli 1986      | 1e              | FC Schalke 04              | 10 september 2011 |
| 24.             | Vlag van Mexico    | Ulises Dávila                 | 2012            | 13 april 1991     | 1e              | Chelsea FC                 | 17 september 2011 |
| 08.             | Vlag van Nederland | Marco van Ginkel              | 2015            | 1 december 1992   | 3e              | Eigen jeugd                | 9 april 2010      |
| 04.             | Vlag van Nederland | Jan-Arie van der Heijden      | 2013            | 3 maart 1988      | 1e              | Ajax                       | 20 augustus 2011  |
| 07.             | Vlag van Nederland | Nicky Hofs                    | 2013            | 17 mei 1983       | 7e              | (Clubloos) / AEL Limassol  | 27 januari 2002   |
| 33.             | Vlag van Nederland | Hayri Pinarci *3              | ama.            | 10 januari 1991   | 2e              | Eigen jeugd                | 14 augustus 2010  |
| 10.             | Vlag van Nederland | Davy Pröpper                  | 2014            | 2 september 1991  | 3e              | Eigen jeugd                | 17 januari 2010   |
| 34.             | Vlag van Nederland | Sander van de Streek *3       | ama.            | 24 maart 1993     | 1e              | SDV Barneveld              | -                 |
| 39.             | Vlag van Nederland | Wimilio Vink *1               | 2014            | 13 september 1993 | 1e              | Eigen jeugd                | 26 augustus 2011  |
| Aanval          |                    |                               |                 |                   |                 |                            |                   |
| 09.             | Vlag van Ivoorkust | Wilfried Bony                 | 2015            | 12 oktober 1988   | 2e              | Sparta Praag               | 20 februari 2011  |
| 11.             | Vlag van Georgië   | Giorgi Tsjantoeria            | 2014            | 11 april 1993     | 1e              | FC Saboertalo              | 7 augustus 2011   |
| 44.             | Vlag van Nederland | Brahim Darri *2               | 2014            | 14 september 1994 | 1e              | Eigen jeugd                | 13 augustus 2011  |
| 14.             | Vlag van Japan     | Mike Havenaar                 | 2014            | 20 mei 1987       | 1e              | Ventforet Kofu             | 22 januari 2012   |
| 30.             | Vlag van Ecuador   | Renato Ibarra                 | 2014            | 20 januari 1991   | 1e              | Club Deportivo El Nacional | 27 november 2011  |
| 27.             | Vlag van Nederland | Julian Jenner                 | 2012            | 28 februari 1984  | 4e              | NAC Breda                  | 14 september 2008 |
| 18.             | Vlag van Georgië   | Valeri Qazaishvili            | 2014            | 29 januari 1993   | 1e              | Sioni Bolnisi              | 27 november 2011  |
| 29.             | Vlag van Nederland | Mart Lieder                   | 2013            | 1 mei 1990        | 1e              | VPV Purmersteijn           | 22 januari 2012   |
| 19.             | Vlag van Noorwegen | Marcus Pedersen               | 2014            | 8 juni 1990       | 2e              | Strømsgodset IF            | 24 oktober 2010   |
| 13.             | Vlag van Brazilië  | Jonathan Reis                 | 2012            | 6 juni 1989       | 1e              | (Clubloos) / PSV           | 22 januari 2012   |
| 17.             | Vlag van Nederland | Genaro Snijders               | 2012            | 29 juli 1989      | 4e              | Eigen jeugd                | 25 januari 2009   |
| 36.             | Vlag van Nederland | Adnane Tighadouini *2         | 2014            | 30 november 1992  | 2e              | Eigen jeugd                | 24 april 2011     |

0*1: Alex, Anderson, Van der Sman en Vink werden gedurende het seizoen door Vitesse zowel tot de selectie van het eerste elftal als tot de selectie van Jong Vitesse/AGOVV gerekend.

0*2: Speler maakte deel uit van de selectie van Jong Vitesse/AGOVV of A1 Vitesse/AGOVV, maar speelde dit seizoen wel minimaal 1 officiële wedstrijd van het eerste elftal.

0*3: Speler maakte deel uit van de selectie van Jong Vitesse/AGOVV, maar zat dit seizoen wel bij minimaal 1 officiële wedstrijd van het eerste elftal op de bank.

### Internationals
Internationals uit de selectie, opgeroepen in het seizoen 2011/12:
| Naam                | Team                                                               |
| ------------------- | ------------------------------------------------------------------ |
| Patrick van Aanholt | Nederlands voetbalelftal onder 21                                  |
| Anthony Annan       | Ghanees voetbalelftal                                              |
| Wilfried Bony       | Ivoriaans voetbalelftal                                            |
| Alexander Büttner   | Nederlands voetbalelftal                                           |
| Giorgi Tsjantoeria  | Georgisch voetbalelftal onder 21, Georgisch voetbalelftal onder 19 |
| Brahim Darri        | Nederlands voetbalelftal onder 18                                  |
| Ulises Dávila       | Mexicaans voetbalelftal onder 20                                   |
| Marco van Ginkel    | Nederlands voetbalelftal onder 21                                  |
| Mike Havenaar       | Japans voetbalelftal                                               |
| Renato Ibarra       | Ecuadoraans voetbalelftal, Ecuadoraans voetbalelftal onder 20      |

| Naam               | Team                                                               |
| ------------------ | ------------------------------------------------------------------ |
| Tomáš Kalas        | Tsjechisch voetbalelftal onder 21                                  |
| Goeram Kasjia      | Georgisch voetbalelftal                                            |
| Valeri Qazaishvili | Georgisch voetbalelftal onder 21, Georgisch voetbalelftal onder 19 |
| Marko Meerits      | Estisch voetbalelftal, Estisch voetbalelftal onder 21              |
| Marcus Pedersen    | Noors voetbalelftal onder 21                                       |
| Raio Piiroja       | Estisch voetbalelftal                                              |
| Davy Pröpper       | Nederlands voetbalelftal onder 21, Nederlands beloftenelftal       |
| Adnane Tighadouini | Marokkaans Olympisch voetbalelftal                                 |
| Michihiro Yasuda   | Japans voetbalelftal                                               |

### Statistieken
Legenda
| - W Wedstrijden - Doelpunten | - Gele kaarten (inclusief 2× geel) - 2× gele kaart in 1 wedstrijd - Rode kaarten (inclusief 2× geel) | - B Bankzitter, zonder speeltijd |

| Naam                       | Eredivisie      | Eredivisie      | Eredivisie      | Eredivisie      | Eredivisie      | Eredivisie      |                 | KNVB beker | KNVB beker | KNVB beker | KNVB beker | KNVB beker | KNVB beker |           | Play-offs | Play-offs | Play-offs | Play-offs | Play-offs | Play-offs |        | Totaal | Totaal | Totaal | Totaal | Totaal | Totaal |
| Naam                       | W               |                 |                 |                 |                 | B               |                 | W          |            |            |            |            | B          |           | W         |           |           |           |           | B         |        | W      |        |        |        |        | B      |
| Doelverdediging            | Doelverdediging | Doelverdediging | Doelverdediging | Doelverdediging | Doelverdediging | Doelverdediging | Doelverdediging |            |            |            |            |            |            |           |           |           |           |           |           |           |        |        |        |        |        |        |        |
| -------------------------- | --------------- | --------------- | --------------- | --------------- | --------------- | --------------- | --------------- | ---------- | ---------- | ---------- | ---------- | ---------- | ---------- | --------- | --------- | --------- | --------- | --------- | --------- | --------- | ------ | ------ | ------ | ------ | ------ | ------ | ------ |
| Marko Meerits              | 4               | 0               | 0               | 0               | 0               | 1               |                 | 0          | 0          | 0          | 0          | 0          | 0          |           | 0         | 0         | 0         | 0         | 0         | 0         |        | 4      | 0      | 0      | 0      | 0      | 1      |
| Eloy Room                  | 2               | 0               | 0               | 0               | 0               | 30              |                 | 1          | 0          | 0          | 0          | 0          | 3          |           | 0         | 0         | 0         | 0         | 0         | 4         |        | 3      | 0      | 0      | 0      | 0      | 37     |
| Sebastiaan van der Sman    | 0               | 0               | 0               | 0               | 0               | 2               |                 | 0          | 0          | 0          | 0          | 0          | 1          |           | 0         | 0         | 0         | 0         | 0         | 0         |        | 0      | 0      | 0      | 0      | 0      | 3      |
| Piet Velthuizen            | 29              | 0               | 1               | 0               | 0               | 0               |                 | 3          | 0          | 0          | 0          | 0          | 0          |           | 4         | 0         | 0         | 0         | 0         | 0         |        | 36     | 0      | 1      | 0      | 0      | 0      |
| Verdediging                |                 |                 |                 |                 |                 |                 |                 |            |            |            |            |            |            |           |           |           |           |           |           |           |        |        |        |        |        |        |        |
| Patrick van Aanholt        | 9               | 0               | 0               | 0               | 0               | 6               |                 | 1          | 0          | 0          | 0          | 0          | 0          |           | 1         | 0         | 0         | 0         | 0         | 3         |        | 11     | 0      | 0      | 0      | 0      | 9      |
| Alexander Büttner          | 32              | 5               | 2               | 0               | 0               | 0               |                 | 4          | 0          | 1          | 0          | 0          | 0          |           | 3         | 0         | 1         | 0         | 0         | 1         |        | 39     | 5      | 4      | 0      | 0      | 1      |
| Kevin van Diermen          | 1               | 0               | 0               | 0               | 0               | 7               |                 | 0          | 0          | 0          | 0          | 0          | 1          |           | 0         | 0         | 0         | 0         | 0         | 0         |        | 1      | 0      | 0      | 0      | 0      | 8      |
| Jeroen Drost               | 5               | 0               | 0               | 0               | 0               | 4               |                 | 0          | 0          | 0          | 0          | 0          | 2          |           | 0         | 0         | 0         | 0         | 0         | 0         |        | 5      | 0      | 0      | 0      | 0      | 6      |
| Tomáš Kalas                | 29              | 0               | 1               | 0               | 0               | 2               |                 | 4          | 0          | 1          | 0          | 0          | 0          |           | 4         | 1         | 0         | 0         | 0         | 0         |        | 37     | 1      | 2      | 0      | 0      | 2      |
| Goeram Kasjia              | 32              | 3               | 3               | 0               | 0               | 0               |                 | 3          | 0          | 2          | 1          | 1          | 0          |           | 4         | 0         | 0         | 0         | 0         | 0         |        | 39     | 3      | 5      | 1      | 1      | 0      |
| Raio Piiroja               | 2               | 0               | 0               | 0               | 0               | 4               |                 | 0          | 0          | 0          | 0          | 0          | 0          |           | 0         | 0         | 0         | 0         | 0         | 0         |        | 2      | 0      | 0      | 0      | 0      | 4      |
| Alex Santos da Vitória     | 0               | 0               | 0               | 0               | 0               | 0               |                 | 0          | 0          | 0          | 0          | 0          | 0          |           | 0         | 0         | 0         | 0         | 0         | 0         |        | 0      | 0      | 0      | 0      | 0      | 0      |
| Anderson Santos da Vitória | 0               | 0               | 0               | 0               | 0               | 0               |                 | 0          | 0          | 0          | 0          | 0          | 0          |           | 0         | 0         | 0         | 0         | 0         | 0         |        | 0      | 0      | 0      | 0      | 0      | 0      |
| Frank van der Struijk      | 21              | 0               | 3               | 0               | 0               | 9               |                 | 3          | 0          | 0          | 0          | 0          | 1          |           | 4         | 0         | 1         | 0         | 0         | 0         |        | 28     | 0      | 4      | 0      | 0      | 10     |
| Michalis Vakalopoulos      | 0               | 0               | 0               | 0               | 0               | 2               |                 | 0          | 0          | 0          | 0          | 0          | 0          |           | 0         | 0         | 0         | 0         | 0         | 0         |        | 0      | 0      | 0      | 0      | 0      | 2      |
| Nando Wormgoor             | 0               | 0               | 0               | 0               | 0               | 4               |                 | 0          | 0          | 0          | 0          | 0          | 0          |           | 0         | 0         | 0         | 0         | 0         | 0         |        | 0      | 0      | 0      | 0      | 0      | 4      |
| Michihiro Yasuda           | 23              | 0               | 3               | 0               | 0               | 11              |                 | 4          | 0          | 0          | 0          | 0          | 0          |           | 1         | 0         | 0         | 0         | 0         | 3         |        | 28     | 0      | 3      | 0      | 0      | 14     |
| Middenveld                 |                 |                 |                 |                 |                 |                 |                 |            |            |            |            |            |            |           |           |           |           |           |           |           |        |        |        |        |        |        |        |
| Stanley Aborah             | 13              | 1               | 1               | 0               | 1               | 4               |                 | 2          | 2          | 1          | 0          | 0          | 0          |           | 0         | 0         | 0         | 0         | 0         | 0         |        | 15     | 3      | 2      | 0      | 1      | 4      |
| Anthony Annan              | 21              | 0               | 4               | 0               | 0               | 1               |                 | 3          | 0          | 0          | 0          | 0          | 0          |           | 3         | 0         | 3         | 0         | 0         | 0         |        | 27     | 0      | 7      | 0      | 0      | 1      |
| Ulises Dávila              | 2               | 0               | 0               | 0               | 0               | 9               |                 | 1          | 0          | 0          | 0          | 0          | 1          |           | 0         | 0         | 0         | 0         | 0         | 0         |        | 3      | 0      | 0      | 0      | 0      | 10     |
| Marco van Ginkel           | 30              | 5               | 3               | 0               | 0               | 0               |                 | 4          | 1          | 1          | 0          | 0          | 0          |           | 4         | 0         | 0         | 0         | 0         | 0         |        | 38     | 6      | 4      | 0      | 0      | 0      |
| Jan-Arie van der Heijden   | 29              | 2               | 4               | 0               | 0               | 2               |                 | 4          | 0          | 2          | 0          | 0          | 0          |           | 3         | 0         | 1         | 0         | 0         | 1         |        | 36     | 2      | 7      | 0      | 0      | 3      |
| Nicky Hofs                 | 27              | 5               | 10              | 1               | 1               | 3               |                 | 4          | 0          | 1          | 0          | 0          | 0          |           | 4         | 2         | 1         | 0         | 0         | 0         |        | 35     | 7      | 12     | 1      | 1      | 3      |
| Hayri Pinarci              | 0               | 0               | 0               | 0               | 0               | 3               |                 | 0          | 0          | 0          | 0          | 0          | 0          |           | 0         | 0         | 0         | 0         | 0         | 0         |        | 0      | 0      | 0      | 0      | 0      | 3      |
| Davy Pröpper               | 16              | 1               | 2               | 0               | 0               | 11              |                 | 3          | 0          | 0          | 0          | 0          | 0          |           | 3         | 0         | 0         | 0         | 0         | 1         |        | 22     | 1      | 2      | 0      | 0      | 12     |
| Sander van de Streek       | 0               | 0               | 0               | 0               | 0               | 1               |                 | 0          | 0          | 0          | 0          | 0          | 1          |           | 0         | 0         | 0         | 0         | 0         | 0         |        | 0      | 0      | 0      | 0      | 0      | 2      |
| Wimilio Vink               | 1               | 0               | 0               | 0               | 0               | 8               |                 | 0          | 0          | 0          | 0          | 0          | 1          |           | 0         | 0         | 0         | 0         | 0         | 0         |        | 1      | 0      | 0      | 0      | 0      | 9      |
| Aanval                     |                 |                 |                 |                 |                 |                 |                 |            |            |            |            |            |            |           |           |           |           |           |           |           |        |        |        |        |        |        |        |
| Wilfried Bony              | 28              | 12              | 4               | 1               | 1               | 0               |                 | 2          | 1          | 0          | 0          | 0          | 0          |           | 4         | 5         | 1         | 0         | 0         | 0         |        | 34     | 18     | 5      | 1      | 1      | 0      |
| Giorgi Tsjantoeria         | 25              | 4               | 2               | 0               | 1               | 2               |                 | 3          | 0          | 1          | 0          | 0          | 0          |           | 3         | 0         | 0         | 0         | 0         | 1         |        | 31     | 4      | 3      | 0      | 1      | 3      |
| Brahim Darri               | 1               | 0               | 0               | 0               | 0               | 3               |                 | 0          | 0          | 0          | 0          | 0          | 0          |           | 0         | 0         | 0         | 0         | 0         | 0         |        | 1      | 0      | 0      | 0      | 0      | 3      |
| Mike Havenaar              | 15              | 5               | 0               | 0               | 0               | 2               |                 | 1          | 0          | 0          | 0          | 0          | 0          |           | 2         | 0         | 0         | 0         | 0         | 2         |        | 18     | 5      | 0      | 0      | 0      | 4      |
| Renato Ibarra              | 19              | 2               | 2               | 0               | 0               | 2               |                 | 1          | 0          | 0          | 0          | 0          | 2          |           | 4         | 1         | 0         | 0         | 0         | 0         |        | 24     | 3      | 2      | 0      | 0      | 4      |
| Julian Jenner              | 10              | 1               | 1               | 0               | 0               | 1               |                 | 1          | 0          | 0          | 0          | 0          | 1          |           | 0         | 0         | 0         | 0         | 0         | 0         |        | 11     | 1      | 1      | 0      | 0      | 2      |
| Valeri Qazaishvili         | 4               | 1               | 0               | 0               | 0               | 7               |                 | 0          | 0          | 0          | 0          | 0          | 1          |           | 0         | 0         | 0         | 0         | 0         | 1         |        | 4      | 1      | 0      | 0      | 0      | 9      |
| Mart Lieder                | 3               | 0               | 0               | 0               | 0               | 4               |                 | 0          | 0          | 0          | 0          | 0          | 0          |           | 0         | 0         | 0         | 0         | 0         | 0         |        | 3      | 0      | 0      | 0      | 0      | 4      |
| Marcus Pedersen            | 9               | 0               | 2               | 0               | 0               | 7               |                 | 2          | 1          | 0          | 0          | 0          | 2          |           | 0         | 0         | 0         | 0         | 0         | 0         |        | 11     | 1      | 2      | 0      | 0      | 9      |
| Jonathan Reis              | 9               | 0               | 0               | 0               | 0               | 4               |                 | 0          | 0          | 0          | 0          | 0          | 1          |           | 4         | 0         | 0         | 0         | 0         | 0         |        | 13     | 0      | 0      | 0      | 0      | 5      |
| Genaro Snijders            | 0               | 0               | 0               | 0               | 0               | 0               |                 | 0          | 0          | 0          | 0          | 0          | 0          |           | 0         | 0         | 0         | 0         | 0         | 0         |        | 0      | 0      | 0      | 0      | 0      | 0      |
| Adnane Tighadouini         | 1               | 0               | 0               | 0               | 0               | 3               |                 | 0          | 0          | 0          | 0          | 0          | 0          |           | 0         | 0         | 0         | 0         | 0         | 0         |        | 1      | 0      | 0      | 0      | 0      | 3      |
| Totaal                     | 34              | 48              | 48              | 2               | 4               | 159             |                 | 4          | 5          | 10         | 1          | 1          | 18         |           | 4         | 9         | 8         | 0         | 0         | 17        |        | 42     | 62     | 66     | 3      | 5      | 194    |
|                            | W               |                 |                 |                 |                 | B               |                 | W          |            |            |            |            | B          |           | W         |           |           |           |           | B         |        | W      |        |        |        |        | B      |
| Eredivisie                 | Eredivisie      | Eredivisie      | Eredivisie      | Eredivisie      | Eredivisie      |                 | KNVB beker      | KNVB beker | KNVB beker | KNVB beker | KNVB beker | KNVB beker |            | Play-offs | Play-offs | Play-offs | Play-offs | Play-offs | Play-offs |           | Totaal | Totaal | Totaal | Totaal | Totaal | Totaal |        |

#### Topscorers
Legenda
- Doelpunten (inclusief strafschoppen)
- Waarvan strafschoppen

| Nr.                         | Naam                        | Doelpunt(en) | Gescoord met penalty |
| --------------------------- | --------------------------- | ------------ | -------------------- |
| 1                           | Wilfried Bony               | 12           | 2                    |
| 2                           | Alexander Büttner           | 5            | 3                    |
| 2                           | Marco van Ginkel            | 5            | 0                    |
| 2                           | Mike Havenaar               | 5            | 0                    |
| 2                           | Nicky Hofs                  | 5            | 1                    |
| 6                           | Giorgi Tsjantoeria          | 4            | 0                    |
| 7                           | Goeram Kasjia               | 3            | 0                    |
| 8                           | Jan-Arie van der Heijden    | 2            | 0                    |
| 8                           | Renato Ibarra               | 2            | 0                    |
| 10                          | Stanley Aborah              | 1            | 0                    |
| 10                          | Julian Jenner               | 1            | 0                    |
| 10                          | Davy Pröpper                | 1            | 0                    |
| 10                          | Valeri Qazaishvili          | 1            | 0                    |
| Eigen doelpunt tegenstander | Eigen doelpunt tegenstander | 1            | 0                    |
| Totaal                      | Totaal                      | 48           | 6                    |

| Nr.    | Naam             | Doelpunt(en) | Gescoord met penalty |
| ------ | ---------------- | ------------ | -------------------- |
| 1      | Stanley Aborah   | 2            | 0                    |
| 2      | Wilfried Bony    | 1            | 0                    |
| 2      | Marco van Ginkel | 1            | 0                    |
| 2      | Marcus Pedersen  | 1            | 0                    |
| Totaal | Totaal           | 5            | 0                    |

| Nr.    | Naam          | Doelpunt(en) | Gescoord met penalty |
| ------ | ------------- | ------------ | -------------------- |
| 1      | Wilfried Bony | 5            | 0                    |
| 2      | Nicky Hofs    | 2            | 0                    |
| 3      | Renato Ibarra | 1            | 0                    |
| 3      | Tomáš Kalas   | 1            | 0                    |
| Totaal | Totaal        | 9            | 0                    |

| Nr.                         | Naam                        | Doelpunt(en) | Gescoord met penalty |
| --------------------------- | --------------------------- | ------------ | -------------------- |
| 1                           | Wilfried Bony               | 18           | 2                    |
| 2                           | Nicky Hofs                  | 7            | 1                    |
| 3                           | Marco van Ginkel            | 6            | 0                    |
| 4                           | Alexander Büttner           | 5            | 3                    |
| 4                           | Mike Havenaar               | 5            | 0                    |
| 6                           | Giorgi Tsjantoeria          | 4            | 0                    |
| 7                           | Stanley Aborah              | 3            | 0                    |
| 7                           | Renato Ibarra               | 3            | 0                    |
| 7                           | Goeram Kasjia               | 3            | 0                    |
| 10                          | Jan-Arie van der Heijden    | 2            | 0                    |
| 11                          | Julian Jenner               | 1            | 0                    |
| 11                          | Tomáš Kalas                 | 1            | 0                    |
| 11                          | Marcus Pedersen             | 1            | 0                    |
| 11                          | Davy Pröpper                | 1            | 0                    |
| 11                          | Valeri Qazaishvili          | 1            | 0                    |
| Eigen doelpunt tegenstander | Eigen doelpunt tegenstander | 1            | 0                    |
| Totaal                      | Totaal                      | 62           | 6                    |

Totaal, oefenwedstrijden:
| Nr.                         | Naam                        | Doelpunt(en) | Gescoord met penalty |
| --------------------------- | --------------------------- | ------------ | -------------------- |
| 1                           | Giorgi Tsjantoeria          | 9            | 1                    |
| 2                           | Wilfried Bony               | 7            | 1                    |
| 2                           | Alexander Büttner           | 7            | 3                    |
| 4                           | Jonathan Reis               | 6            | 0                    |
| 5                           | Davy Pröpper                | 5            | 1                    |
| 6                           | Marcus Pedersen             | 4            | 1                    |
| 6                           | Sander van de Streek        | 4            | 1                    |
| 8                           | Julian Jenner               | 3            | 0                    |
| 8                           | Wimilio Vink                | 3            | 0                    |
| 10                          | Mike Havenaar               | 2            | 0                    |
| 10                          | Mart Lieder                 | 2            | 0                    |
| 12                          | Patrick van Aanholt         | 1            | 0                    |
| 12                          | Just Berends                | 1            | 0                    |
| 12                          | Brahim Darri                | 1            | 0                    |
| 12                          | Goeram Kasjia               | 1            | 0                    |
| 12                          | Frank van der Struijk       | 1            | 0                    |
| 12                          | Adnane Tighadouini          | 1            | 0                    |
| 12                          | Mike Vreekamp               | 1            | 0                    |
| 12                          | Michihiro Yasuda            | 1            | 0                    |
| Eigen doelpunt tegenstander | Eigen doelpunt tegenstander | 2            | 0                    |
| Totaal                      | Totaal                      | 62           | 8                    |

#### Opstelling: basis, wissels & bank
| Naam                       | Wedstr. | Basis | In | Uit | Bank | Min. |
| -------------------------- | ------- | ----- | -- | --- | ---- | ---- |
| Marko Meerits              | 4       | 3     | 1  | 0   | 1    | 339  |
| Eloy Room                  | 2       | 2     | 0  | 1   | 30   | 111  |
| Sebastiaan van der Sman    | 0       | 0     | 0  | 0   | 2    | 0    |
| Piet Velthuizen            | 29      | 29    | 0  | 0   | 0    | 2610 |
| Patrick van Aanholt        | 9       | 8     | 1  | 2   | 6    | 695  |
| Alexander Büttner          | 32      | 32    | 0  | 3   | 0    | 2802 |
| Kevin van Diermen          | 1       | 0     | 1  | 0   | 7    | 47   |
| Jeroen Drost               | 5       | 4     | 1  | 0   | 4    | 375  |
| Tomáš Kalas                | 29      | 29    | 0  | 2   | 2    | 2553 |
| Goeram Kasjia              | 32      | 32    | 0  | 1   | 0    | 2871 |
| Raio Piiroja               | 2       | 0     | 2  | 0   | 4    | 2    |
| Alex Santos da Vitória     | 0       | 0     | 0  | 0   | 0    | 0    |
| Anderson Santos da Vitória | 0       | 0     | 0  | 0   | 0    | 0    |
| Frank van der Struijk      | 21      | 18    | 3  | 1   | 9    | 1668 |
| Michalis Vakalopoulos      | 0       | 0     | 0  | 0   | 2    | 0    |
| Nando Wormgoor             | 0       | 0     | 0  | 0   | 4    | 0    |
| Michihiro Yasuda           | 23      | 19    | 4  | 1   | 11   | 1747 |
| Stanley Aborah             | 13      | 6     | 7  | 2   | 4    | 658  |
| Anthony Annan              | 21      | 19    | 2  | 2   | 1    | 1683 |
| Ulises Dávila              | 2       | 2     | 0  | 2   | 9    | 115  |
| Marco van Ginkel           | 30      | 28    | 2  | 3   | 0    | 2511 |
| Jan-Arie van der Heijden   | 29      | 28    | 1  | 5   | 2    | 2402 |
| Nicky Hofs                 | 27      | 23    | 4  | 15  | 3    | 1889 |
| Hayri Pinarci              | 0       | 0     | 0  | 0   | 3    | 0    |
| Davy Pröpper               | 16      | 10    | 6  | 2   | 11   | 977  |
| Sander van de Streek       | 0       | 0     | 0  | 0   | 1    | 0    |
| Wimilio Vink               | 1       | 0     | 1  | 0   | 8    | 9    |
| Wilfried Bony              | 28      | 26    | 2  | 5   | 0    | 2356 |
| Giorgi Tsjantoeria         | 25      | 17    | 8  | 7   | 2    | 1545 |
| Brahim Darri               | 1       | 0     | 1  | 0   | 3    | 0    |
| Mike Havenaar              | 15      | 4     | 11 | 3   | 2    | 532  |
| Renato Ibarra              | 19      | 19    | 0  | 9   | 2    | 1600 |
| Julian Jenner              | 10      | 6     | 4  | 4   | 1    | 507  |
| Mart Lieder                | 3       | 0     | 3  | 0   | 4    | 37   |
| Marcus Pedersen            | 9       | 4     | 5  | 3   | 7    | 380  |
| Valeri Qazaishvili         | 4       | 3     | 1  | 3   | 7    | 215  |
| Jonathan Reis              | 9       | 3     | 6  | 2   | 4    | 338  |
| Genaro Snijders            | 0       | 0     | 0  | 0   | 0    | 0    |
| Adnane Tighadouini         | 1       | 0     | 1  | 0   | 3    | 5    |

| Naam                       | Wedstr. | Basis | In | Uit | Bank | Min. |
| -------------------------- | ------- | ----- | -- | --- | ---- | ---- |
| Marko Meerits              | 0       | 0     | 0  | 0   | 0    | 0    |
| Eloy Room                  | 1       | 1     | 0  | 0   | 3    | 90   |
| Sebastiaan van der Sman    | 0       | 0     | 0  | 0   | 1    | 0    |
| Piet Velthuizen            | 3       | 3     | 0  | 0   | 0    | 300  |
| Patrick van Aanholt        | 1       | 1     | 0  | 0   | 0    | 90   |
| Alexander Büttner          | 4       | 4     | 0  | 1   | 0    | 360  |
| Kevin van Diermen          | 0       | 0     | 0  | 0   | 1    | 0    |
| Jeroen Drost               | 0       | 0     | 0  | 0   | 2    | 0    |
| Tomáš Kalas                | 4       | 4     | 0  | 0   | 0    | 390  |
| Goeram Kasjia              | 3       | 3     | 0  | 0   | 0    | 265  |
| Raio Piiroja               | 0       | 0     | 0  | 0   | 0    | 0    |
| Alex Santos da Vitória     | 0       | 0     | 0  | 0   | 0    | 0    |
| Anderson Santos da Vitória | 0       | 0     | 0  | 0   | 0    | 0    |
| Frank van der Struijk      | 3       | 2     | 1  | 1   | 1    | 191  |
| Michalis Vakalopoulos      | 0       | 0     | 0  | 0   | 0    | 0    |
| Nando Wormgoor             | 0       | 0     | 0  | 0   | 0    | 0    |
| Michihiro Yasuda           | 4       | 2     | 2  | 0   | 0    | 260  |
| Stanley Aborah             | 2       | 2     | 0  | 1   | 0    | 165  |
| Anthony Annan              | 3       | 3     | 0  | 2   | 0    | 194  |
| Ulises Dávila              | 1       | 1     | 0  | 1   | 1    | 76   |
| Marco van Ginkel           | 4       | 4     | 0  | 0   | 0    | 390  |
| Jan-Arie van der Heijden   | 4       | 4     | 0  | 0   | 0    | 390  |
| Nicky Hofs                 | 4       | 1     | 3  | 1   | 0    | 155  |
| Hayri Pinarci              | 0       | 0     | 0  | 0   | 0    | 0    |
| Davy Pröpper               | 3       | 2     | 1  | 2   | 0    | 160  |
| Sander van de Streek       | 0       | 0     | 0  | 0   | 1    | 0    |
| Wimilio Vink               | 0       | 0     | 0  | 0   | 1    | 0    |
| Wilfried Bony              | 2       | 1     | 1  | 0   | 0    | 165  |
| Giorgi Tsjantoeria         | 3       | 3     | 0  | 1   | 0    | 286  |
| Brahim Darri               | 0       | 0     | 0  | 0   | 0    | 0    |
| Mike Havenaar              | 1       | 0     | 1  | 0   | 0    | 14   |
| Renato Ibarra              | 1       | 1     | 0  | 0   | 2    | 90   |
| Julian Jenner              | 1       | 0     | 1  | 0   | 1    | 44   |
| Mart Lieder                | 0       | 0     | 0  | 0   | 0    | 0    |
| Marcus Pedersen            | 2       | 2     | 0  | 0   | 2    | 180  |
| Valeri Qazaishvili         | 0       | 0     | 0  | 0   | 1    | 0    |
| Jonathan Reis              | 0       | 0     | 0  | 0   | 1    | 0    |
| Genaro Snijders            | 0       | 0     | 0  | 0   | 0    | 0    |
| Adnane Tighadouini         | 0       | 0     | 0  | 0   | 0    | 0    |

| Naam                       | Wedstr. | Basis | In | Uit | Bank | Min. |
| -------------------------- | ------- | ----- | -- | --- | ---- | ---- |
| Marko Meerits              | 0       | 0     | 0  | 0   | 0    | 0    |
| Eloy Room                  | 0       | 0     | 0  | 0   | 4    | 0    |
| Sebastiaan van der Sman    | 0       | 0     | 0  | 0   | 0    | 0    |
| Piet Velthuizen            | 4       | 4     | 0  | 0   | 0    | 360  |
| Patrick van Aanholt        | 1       | 1     | 0  | 0   | 3    | 90   |
| Alexander Büttner          | 3       | 3     | 0  | 0   | 1    | 270  |
| Kevin van Diermen          | 0       | 0     | 0  | 0   | 0    | 0    |
| Jeroen Drost               | 0       | 0     | 0  | 0   | 0    | 0    |
| Tomáš Kalas                | 4       | 4     | 0  | 0   | 0    | 360  |
| Goeram Kasjia              | 4       | 4     | 0  | 0   | 0    | 360  |
| Raio Piiroja               | 0       | 0     | 0  | 0   | 0    | 0    |
| Alex Santos da Vitória     | 0       | 0     | 0  | 0   | 0    | 0    |
| Anderson Santos da Vitória | 0       | 0     | 0  | 0   | 0    | 0    |
| Frank van der Struijk      | 4       | 4     | 0  | 1   | 0    | 342  |
| Michalis Vakalopoulos      | 0       | 0     | 0  | 0   | 0    | 0    |
| Nando Wormgoor             | 0       | 0     | 0  | 0   | 0    | 0    |
| Michihiro Yasuda           | 1       | 0     | 1  | 0   | 3    | 18   |
| Stanley Aborah             | 0       | 0     | 0  | 0   | 0    | 0    |
| Anthony Annan              | 3       | 3     | 0  | 0   | 0    | 270  |
| Ulises Dávila              | 0       | 0     | 0  | 0   | 0    | 0    |
| Marco van Ginkel           | 4       | 4     | 0  | 0   | 0    | 360  |
| Jan-Arie van der Heijden   | 3       | 1     | 2  | 0   | 1    | 114  |
| Nicky Hofs                 | 4       | 4     | 0  | 4   | 0    | 282  |
| Hayri Pinarci              | 0       | 0     | 0  | 0   | 0    | 0    |
| Davy Pröpper               | 3       | 0     | 3  | 0   | 1    | 65   |
| Sander van de Streek       | 0       | 0     | 0  | 0   | 0    | 0    |
| Wimilio Vink               | 0       | 0     | 0  | 0   | 0    | 0    |
| Wilfried Bony              | 4       | 4     | 0  | 2   | 0    | 349  |
| Giorgi Tsjantoeria         | 3       | 3     | 0  | 3   | 1    | 198  |
| Brahim Darri               | 0       | 0     | 0  | 0   | 0    | 0    |
| Mike Havenaar              | 2       | 0     | 2  | 0   | 2    | 11   |
| Renato Ibarra              | 4       | 4     | 0  | 0   | 0    | 360  |
| Julian Jenner              | 0       | 0     | 0  | 0   | 0    | 0    |
| Mart Lieder                | 0       | 0     | 0  | 0   | 0    | 0    |
| Marcus Pedersen            | 0       | 0     | 0  | 0   | 0    | 0    |
| Valeri Qazaishvili         | 0       | 0     | 0  | 0   | 1    | 0    |
| Jonathan Reis              | 4       | 1     | 3  | 1   | 0    | 151  |
| Genaro Snijders            | 0       | 0     | 0  | 0   | 0    | 0    |
| Adnane Tighadouini         | 0       | 0     | 0  | 0   | 0    | 0    |

#### Kaarten & schorsingen
Legenda
| - Gele kaarten (inclusief 2× geel) - 2× gele kaart in 1 wedstrijd |  | - Rode kaarten (inclusief 2× geel) - Geschorste wedstrijden |

| Naam                       | Gele kaart(en) | Twee gele kaarten in één wedstrijd | Rode kaart(en) | Geschorste wedstrijd(en) |
| -------------------------- | -------------- | ---------------------------------- | -------------- | ------------------------ |
| Nicky Hofs                 | 10             | 1                                  | 1              | 3                        |
| Wilfried Bony              | 4              | 1                                  | 1              | 1                        |
| Jan-Arie van der Heijden*1 | 4              | 0                                  | 0              | 1                        |
| Anthony Annan              | 4              | 0                                  | 0              | 0                        |
| Marco van Ginkel           | 3              | 0                                  | 0              | 0                        |
| Goeram Kasjia              | 3              | 0                                  | 0              | 0                        |
| Frank van der Struijk*1*6  | 3              | 0                                  | 0              | 0                        |
| Michihiro Yasuda           | 3              | 0                                  | 0              | 0                        |
| Giorgi Tsjantoeria*4       | 2              | 0                                  | 1              | 1                        |
| Alexander Büttner*2        | 2              | 0                                  | 0              | 1                        |
| Renato Ibarra              | 2              | 0                                  | 0              | 0                        |
| Marcus Pedersen            | 2              | 0                                  | 0              | 0                        |
| Davy Pröpper*1             | 2              | 0                                  | 0              | 0                        |
| Stanley Aborah*5           | 1              | 0                                  | 1              | 1                        |
| Julian Jenner              | 1              | 0                                  | 0              | 0                        |
| Tomáš Kalas                | 1              | 0                                  | 0              | 0                        |
| Piet Velthuizen            | 1              | 0                                  | 0              | 0                        |
| Wimilio Vink*3             | 0              | 0                                  | 0              | 2                        |
| Kevin van Diermen*7        | 0              | 0                                  | 0              | 1                        |

| Naam                       | Gele kaart(en) | Twee gele kaarten in één wedstrijd | Rode kaart(en) | Geschorste wedstrijd(en) |
| -------------------------- | -------------- | ---------------------------------- | -------------- | ------------------------ |
| Goeram Kasjia              | 2              | 1                                  | 1              | 1                        |
| Jan-Arie van der Heijden*8 | 2              | 0                                  | 0              | 0                        |
| Stanley Aborah*5           | 1              | 0                                  | 0              | 1                        |
| Giorgi Tsjantoeria*4       | 1              | 0                                  | 0              | 1                        |
| Alexander Büttner          | 1              | 0                                  | 0              | 0                        |
| Marco van Ginkel           | 1              | 0                                  | 0              | 0                        |
| Nicky Hofs                 | 1              | 0                                  | 0              | 0                        |
| Tomáš Kalas                | 1              | 0                                  | 0              | 0                        |
| Kevin van Diermen*7        | 0              | 0                                  | 0              | 1                        |

| Naam                     | Gele kaart(en) | Twee gele kaarten in één wedstrijd | Rode kaart(en) | Geschorste wedstrijd(en) |
| ------------------------ | -------------- | ---------------------------------- | -------------- | ------------------------ |
| Anthony Annan            | 3              | 0                                  | 0              | 1                        |
| Wilfried Bony            | 1              | 0                                  | 0              | 0                        |
| Alexander Büttner        | 1              | 0                                  | 0              | 0                        |
| Jan-Arie van der Heijden | 1              | 0                                  | 0              | 0                        |
| Nicky Hofs               | 1              | 0                                  | 0              | 0                        |
| Frank van der Struijk    | 1              | 0                                  | 0              | 0                        |

*2 Alexander Büttner kreeg in de laatste twee wedstrijden van seizoen 2010/11 zijn (6e en) 7e gele kaart; hij was daardoor de eerste wedstrijd van het seizoen 2011/12 geschorst.

*3 Wimilio Vink moest eerst een wedstrijd schorsing bij de beloften uitzitten voordat hij voor het eerste elftal mocht uitkomen. In de praktijk was Vink hierdoor de eerste twee wedstrijden van het seizoen geschorst.

*4 Giorgi Tsjantoeria kreeg in de wedstrijd tegen N.E.C. op 16 oktober 2011 een rode kaart; dit leverde hem twee wedstrijden schorsing op in de competitie en de beker.

*5 Stanley Aborah kreeg in de wedstrijd tegen N.E.C. op 16 oktober 2011 een rode kaart; dit leverde hem twee wedstrijden schorsing op in de competitie en de beker, plus (niet weergegeven) één wedstrijd voorwaardelijk.

*6 Frank van der Struijk kreeg een voorwaardelijke schorsing van één wedstrijd (niet weergegeven) voor het opsteken van beide middelvingers naar het publiek voorafgaand aan de wedstrijd tegen N.E.C. op 16 oktober 2011.

*7 Kevin van Diermen kreeg op 19 december 2011 een rode kaart in de bekerwedstrijd van Jong Vitesse/AGOVV uit tegen Jong Heracles Almelo. De hieruit volgende schorsing bij het tweede elftal resulteert ook in een schorsing van een beker- en competitiewedstrijd van het eerste elftal.

De in het seizoen 2011/12 gegeven kaarten in officiële wedstrijden staan in bovenstaande tabellen; daarnaast was voor het bepalen van schorsingen het onderstaande uit de 2011/12 KNVB-reglementen van toepassing:
- In de Eredivisie volgde een wedstrijd schorsing na de 5e, 7e, 9e, 11e en elke volgende gele kaart.
- Bij twee gele kaarten in één wedstrijd volgde (naast rood) een wedstrijd schorsing, maar telden de kaarten niet mee bij het totaal van gele kaarten.
- Een gele kaart gegeven voorafgaand aan een "direct rood" in één wedstrijd telde wel mee voor het totaal van gele kaarten.
- Gele kaarten in de laatste twee competitiewedstrijden, waarop (nog) geen schorsing volgde, gingen mee naar het volgende seizoen. De overige gele kaarten vervielen na het seizoen.
- Voor de KNVB beker en de Play-offs golden aparte regels. In de KNVB beker volgde een beker-wedstrijd schorsing na de 2e, 4e en elke volgende gele kaart; kaarten zonder schorsing vervielen na het seizoen. In de Play-offs volgde een play-off-wedstrijd schorsing na de 2e, 4e en elke volgende gele kaart; kaarten zonder schorsing vervielen na het seizoen.
- Aan het einde van het seizoen nog "openstaande" schorsingen gingen mee naar het volgende seizoen.

Trivia:
- Op 10 september 2011 kreeg Wilfried Bony een rode kaart (2× geel) in de Eredivisie uitwedstrijd tegen AZ. De laatste voorafgaande rode kaart voor een speler van Vitesse in een officiële wedstrijd was op 4 december 2009, gegeven aan Dalibor Stevanovič, ook in een Eredivisie uitwedstrijd tegen AZ.

### Mutaties
De zomerse transferperiode van 2011 loopt in Nederland t/m 31 augustus. De winterse transferperiode van 2012 loopt in Nederland van 3 t/m 31 januari.

#### Aangetrokken in de zomer 2011
| Speler                     | Vorige club                | Contract tot                          |
| -------------------------- | -------------------------- | ------------------------------------- |
| Anthony Annan              | FC Schalke 04              | 2012 (gehuurd)                        |
| Giorgi Tsjantoeria         | FC Saboertalo              | 2014 (met optie voor twee extra jaar) |
| Ulises Dávila              | Chelsea FC                 | 2012 (gehuurd)                        |
| Kevin van Diermen          | Go Ahead Eagles            | 2012 (was verhuurd)                   |
| Jeroen Drost               | FC Zwolle                  | 2012 (was verhuurd)                   |
| Jan-Arie van der Heijden   | Ajax                       | 2013 (met optie voor twee extra jaar) |
| Nicky Hofs                 | AEL Limassol               | 2012 (met optie voor één extra jaar)  |
| Renato Ibarra              | Club Deportivo El Nacional | 2014                                  |
| Julian Jenner              | NAC Breda                  | 2012 (was verhuurd)                   |
| Tomáš Kalas                | Chelsea FC                 | 2012 (gehuurd)                        |
| Valeri Qazaishvili         | FC Saboertalo              | 2014 (met optie voor één extra jaar)  |
| Marko Meerits              | FC Flora Tallinn           | 2014                                  |
| Raio Piiroja               | Fredrikstad FK             | 2012                                  |
| Alex Santos da Vitória     | CR Flamengo                | 2015                                  |
| Anderson Santos da Vitória | CR Flamengo                | 2015                                  |
| Piet Velthuizen            | Hércules Alicante          | 2012                                  |

#### Vertrokken in de zomer 2011
| Speler                  | Nieuwe club                             |
| ----------------------- | --------------------------------------- |
| Ismaïl Aissati          | Ajax (was gehuurd)                      |
| Haruna Babangida        | Kapfenberger SV                         |
| Luca Caldirola          | FC Internazionale (was gehuurd)         |
| Matej Delač             | Chelsea FC (was gehuurd)                |
| Gino Felixdaal          | Almere City FC                          |
| Ted Heijckmann *        | Achilles '29                            |
| Sinan Kaloğlu           | Karabükspor                             |
| Çağrı Kodalak *         | Sarıyer GK                              |
| Jordi López             | OFI Kreta                               |
| Nemanja Matić           | SL Benfica (was gehuurd van Chelsea FC) |
| Rogier Molhoek          | VVV-Venlo                               |
| Slobodan Rajković       | Chelsea FC (was gehuurd)                |
| Martí Riverola Bataller | Barcelona B (was gehuurd)               |
| Dalibor Stevanovič      | Volyn Loetsk                            |

0* Heijckmann en Kodalak behoorden tot de selectie van Jong Vitesse/AGOVV, maar hebben wel officiële wedstrijden gespeeld in het 1e elftal van Vitesse.

#### Aangetrokken in de winter 2011/12
| Speler              | Vorige club      | Contract tot   |
| ------------------- | ---------------- | -------------- |
| Patrick van Aanholt | Chelsea FC       | 2012 (gehuurd) |
| Irfan Hadžić *      | SV Zulte Waregem | 2013           |
| Mike Havenaar       | Ventforet Kofu   | 2014           |
| Mart Lieder         | VPV Purmersteijn | 2013           |

0* Hadžić wordt ingedeeld bij Vitesse/AGOVV A1 / Jong Vitesse/AGOVV.

#### Vertrokken in de winter 2011/12
| Speler                   | Nieuwe club                |
| ------------------------ | -------------------------- |
| Marcus Pedersen *1       | Vålerenga IF (verhuurd)    |
| Hayri Pinarci *2         | AGOVV Apeldoorn (verhuurd) |
| Genaro Snijders          | Willem II (verhuurd)       |
| Adnane Tighadouini *2    | FC Volendam (verhuurd)     |
| Michalis Vakalopoulos *3 | SC Veendam                 |

0*1 Pedersen vertrok op 22 februari 2012, gedurende de Noorse transfer-periode.

0*2 Pinarci en Tighadouini behoorden tot de selectie van Jong Vitesse/AGOVV, maar hebben wel officiële wedstrijden gespeeld in het 1e elftal van Vitesse.

0*3 Vakalopoulos behoorde tot de selectie van Jong Vitesse/AGOVV, maar heeft wel deel uitgemaakt van de wedstrijdselectie bij officiële wedstrijden van het 1e elftal van Vitesse.

#### Aangetrokken buiten transferperiode
| Speler         | Vorige club  | Aangetrokken      | Contract tot |
| -------------- | ------------ | ----------------- | ------------ |
| Stanley Aborah | Cappellen FC | 21 september 2011 | 2012         |
| Jonathan Reis  | PSV          | 4 december 2011   | 2012         |

#### Contractverlenging
| Speler                | Contract tot, oud | Contract tot, nieuw |
| --------------------- | ----------------- | ------------------- |
| Wilfried Bony         | 2014              | 2015                |
| Alexander Büttner     | 2011              | 2013                |
| Brahim Darri          | amateurcontract   | 2014                |
| Marco van Ginkel      | 2013              | 2015                |
| Nicky Hofs            | 2012              | 2013                |
| Goeram Kasjia         | 2013              | 2016                |
| Genaro Snijders       | 2011              | 2012                |
| Frank van der Struijk | 2012              | 2014                |
| Piet Velthuizen       | 2012              | 2016                |
| Wimilio Vink          | amateurcontract   | 2014                |

## Wedstrijden

### Eredivisie
Speelronde 1:
| zondag 7 augustus 2011, 14:30                                         | ADO Den Haag | 0-0 (0-0) | Vitesse | Opstelling ADO Den Haag | Opstelling Vitesse |  |
| Stadion: Kyocera Stadion, Den Haag Toeschouwers: 11.792 Arbiter: Blom |              |           |         | Coutinho, Kum, Leeuwin, Supusepa, Chery 56' ( Höcher), Lukšík, Immers, Radosavljevič 31', Toornstra, Verhoek, Vicento 69' ( Mulders) | Room 21' ( Meerits), Van der Struijk, Drost, Yasuda, Kasjia , Hofs, Pröpper, Van Ginkel, Jenner, Bony, Tsjantoeria 55' |  |
| Stadion: Kyocera Stadion, Den Haag Toeschouwers: 11.792 Arbiter: Blom |              |           |         | Coutinho, Kum, Leeuwin, Supusepa, Chery 56' ( Höcher), Lukšík, Immers, Radosavljevič 31', Toornstra, Verhoek, Vicento 69' ( Mulders) | Room 21' ( Meerits), Van der Struijk, Drost, Yasuda, Kasjia , Hofs, Pröpper, Van Ginkel, Jenner, Bony, Tsjantoeria 55' |  |
| Stadion: Kyocera Stadion, Den Haag Toeschouwers: 11.792 Arbiter: Blom |              |           |         | Coutinho, Kum, Leeuwin, Supusepa, Chery 56' ( Höcher), Lukšík, Immers, Radosavljevič 31', Toornstra, Verhoek, Vicento 69' ( Mulders) | Room 21' ( Meerits), Van der Struijk, Drost, Yasuda, Kasjia , Hofs, Pröpper, Van Ginkel, Jenner, Bony, Tsjantoeria 55' |  |
| Bijz.: Büttner en Vink geschorst                                      |              |           |         | | |  |

Speelronde 2:
| zaterdag 13 augustus 2011, 19:45                                    | Vitesse                                                   | 4-0 (2-0) | VVV-Venlo | Opstelling Vitesse | Opstelling VVV-Venlo |  |
| Stadion: GelreDome, Arnhem Toeschouwers: 15.150 Arbiter: Van Sichem | Van Ginkel 5' Meeuwis 14' (e.d.) Bony 51' Tsjantoeria 89' |           |           | Meerits, Van der Struijk, Drost, Kasjia , Hofs 75' ( Yasuda), Büttner, Pröpper, Van Ginkel, Jenner 85' ( Tighadouini), Bony 90' ( Darri), Tsjantoeria | Gentenaar, Yoshida, De Regt 60', Mei, Emenike 28' 65' ( Fleuren), Meeuwis, Linssen, Maguire 46' ( Uchebo), Kruijsen, Cullen, Wildschut 81' ( Dadda) |  |
| Stadion: GelreDome, Arnhem Toeschouwers: 15.150 Arbiter: Van Sichem |                                                           |           |           | Meerits, Van der Struijk, Drost, Kasjia , Hofs 75' ( Yasuda), Büttner, Pröpper, Van Ginkel, Jenner 85' ( Tighadouini), Bony 90' ( Darri), Tsjantoeria | Gentenaar, Yoshida, De Regt 60', Mei, Emenike 28' 65' ( Fleuren), Meeuwis, Linssen, Maguire 46' ( Uchebo), Kruijsen, Cullen, Wildschut 81' ( Dadda) |  |
| Stadion: GelreDome, Arnhem Toeschouwers: 15.150 Arbiter: Van Sichem |                                                           |           |           | Meerits, Van der Struijk, Drost, Kasjia , Hofs 75' ( Yasuda), Büttner, Pröpper, Van Ginkel, Jenner 85' ( Tighadouini), Bony 90' ( Darri), Tsjantoeria | Gentenaar, Yoshida, De Regt 60', Mei, Emenike 28' 65' ( Fleuren), Meeuwis, Linssen, Maguire 46' ( Uchebo), Kruijsen, Cullen, Wildschut 81' ( Dadda) |  |
| Bijz.: Vink geschorst                                               |                                                           |           |           | | |  |

Speelronde 3:
| zaterdag 20 augustus 2011, 18:45                                  | Vitesse            | 2-1 (1-1) | FC Utrecht  | Opstelling Vitesse | Opstelling FC Utrecht |  |
| Stadion: GelreDome, Arnhem Toeschouwers: 14.173 Arbiter: Makkelie | Bony 6' (pen.) 89' |           | 26' Mulenga | Meerits, Van der Struijk, Drost, Kasjia , Hofs 76' ( Yasuda), Büttner, Pröpper, Van Ginkel, Jenner 61' ( Van der Heijden), Bony, Tsjantoeria | Van Dijk, Schut, Nilsson 87', Van der Maarel 44' 57' ( Vorstermans), Bulthuis 21', Lensky, Asare, Oar 88' ( Heerings), Sarota, Mulenga 81' ( Boldewijn), Gerndt |  |
| Stadion: GelreDome, Arnhem Toeschouwers: 14.173 Arbiter: Makkelie |                    |           |             | Meerits, Van der Struijk, Drost, Kasjia , Hofs 76' ( Yasuda), Büttner, Pröpper, Van Ginkel, Jenner 61' ( Van der Heijden), Bony, Tsjantoeria | Van Dijk, Schut, Nilsson 87', Van der Maarel 44' 57' ( Vorstermans), Bulthuis 21', Lensky, Asare, Oar 88' ( Heerings), Sarota, Mulenga 81' ( Boldewijn), Gerndt |  |
| Stadion: GelreDome, Arnhem Toeschouwers: 14.173 Arbiter: Makkelie |                    |           |             | Meerits, Van der Struijk, Drost, Kasjia , Hofs 76' ( Yasuda), Büttner, Pröpper, Van Ginkel, Jenner 61' ( Van der Heijden), Bony, Tsjantoeria | Van Dijk, Schut, Nilsson 87', Van der Maarel 44' 57' ( Vorstermans), Bulthuis 21', Lensky, Asare, Oar 88' ( Heerings), Sarota, Mulenga 81' ( Boldewijn), Gerndt |  |
|                                                                   |                    |           |             | | |  |

Speelronde 4:
| vrijdag 26 augustus 2011, 20:00                                            | Ajax                                          | 4-1 (0-0) | Vitesse     | Opstelling Ajax | Opstelling Vitesse |  |
| Stadion: Amsterdam ArenA, Amsterdam Toeschouwers: 50.472 Arbiter: Wegereef | Eriksen 53' Boerrigter 62' Sigþórsson 63' 71' |           | 89' Büttner | Vermeer, Vertonghen, Van der Wiel, Anita 71' ( Boilesen), Alderweireld, Janssen, De Jong, Eriksen 76' ( Lodeiro), Sulejmani, Sigþórsson 72' ( Serero), Boerrigter | Meerits, Van der Struijk 64' ( Yasuda), Drost, Kasjia , Hofs, Van der Heijden, Büttner, Pröpper 74' 81' ( Vink), Van Ginkel, Bony, Tsjantoeria 69' ( Jenner) |  |
| Stadion: Amsterdam ArenA, Amsterdam Toeschouwers: 50.472 Arbiter: Wegereef |                                               |           |             | Vermeer, Vertonghen, Van der Wiel, Anita 71' ( Boilesen), Alderweireld, Janssen, De Jong, Eriksen 76' ( Lodeiro), Sulejmani, Sigþórsson 72' ( Serero), Boerrigter | Meerits, Van der Struijk 64' ( Yasuda), Drost, Kasjia , Hofs, Van der Heijden, Büttner, Pröpper 74' 81' ( Vink), Van Ginkel, Bony, Tsjantoeria 69' ( Jenner) |  |
| Stadion: Amsterdam ArenA, Amsterdam Toeschouwers: 50.472 Arbiter: Wegereef |                                               |           |             | Vermeer, Vertonghen, Van der Wiel, Anita 71' ( Boilesen), Alderweireld, Janssen, De Jong, Eriksen 76' ( Lodeiro), Sulejmani, Sigþórsson 72' ( Serero), Boerrigter | Meerits, Van der Struijk 64' ( Yasuda), Drost, Kasjia , Hofs, Van der Heijden, Büttner, Pröpper 74' 81' ( Vink), Van Ginkel, Bony, Tsjantoeria 69' ( Jenner) |  |
|                                                                            |                                               |           |             | | |  |

Speelronde 5:
| zaterdag 10 september 2011, 19:45                                    | AZ                                           | 4-0 (4-0) | Vitesse | Opstelling AZ | Opstelling Vitesse |  |
| Stadion: AFAS Stadion, Alkmaar Toeschouwers: 16.000 Arbiter: Kuipers | Wernbloom 22' 26' Beerens 38' Elm 45' (pen.) |           |         | Esteban, Marcellis, Moisander , Viergever 47' 55' ( Klavan), Poulsen, Wernbloom, Maher, Elm, Beerens, Altidore 46' ( Boymans), Guðmundsson 63' ( Holman) | Velthuizen, Yasuda, Kasjia , Van der Heijden, Büttner 29' ( Van der Struijk 44'), Van Ginkel, Annan, Pröpper, Jenner 70' 75' ( Drost), Bony 45', 70', Hofs 15' 68' ( Tsjantoeria) |  |
| Stadion: AFAS Stadion, Alkmaar Toeschouwers: 16.000 Arbiter: Kuipers |                                              |           |         | Esteban, Marcellis, Moisander , Viergever 47' 55' ( Klavan), Poulsen, Wernbloom, Maher, Elm, Beerens, Altidore 46' ( Boymans), Guðmundsson 63' ( Holman) | Velthuizen, Yasuda, Kasjia , Van der Heijden, Büttner 29' ( Van der Struijk 44'), Van Ginkel, Annan, Pröpper, Jenner 70' 75' ( Drost), Bony 45', 70', Hofs 15' 68' ( Tsjantoeria) |  |
| Stadion: AFAS Stadion, Alkmaar Toeschouwers: 16.000 Arbiter: Kuipers |                                              |           |         | Esteban, Marcellis, Moisander , Viergever 47' 55' ( Klavan), Poulsen, Wernbloom, Maher, Elm, Beerens, Altidore 46' ( Boymans), Guðmundsson 63' ( Holman) | Velthuizen, Yasuda, Kasjia , Van der Heijden, Büttner 29' ( Van der Struijk 44'), Van Ginkel, Annan, Pröpper, Jenner 70' 75' ( Drost), Bony 45', 70', Hofs 15' 68' ( Tsjantoeria) |  |
|                                                                      |                                              |           |         | | |  |

Speelronde 6:
| zaterdag 17 september 2011, 19:45                                   | Vitesse                                                                 | 5-0 (0-0) | Roda JC Kerkrade | Opstelling Vitesse | Opstelling Roda JC Kerkrade |  |
| Stadion: GelreDome, Arnhem Toeschouwers: 14.982 Arbiter: Van Sichem | Van Ginkel 55' Kasjia 71' Tsjantoeria 73' Büttner 77' (pen.) Jenner 83' |           |                  | Velthuizen, Yasuda, Kasjia , Kalas 80' ( Van der Struijk), Annan, Van der Heijden 33', Büttner, Pröpper, Van Ginkel 86' ( Pedersen), Dávila 69' ( Jenner), Tsjantoeria | Kieszek, Wielaert 22', Monteyne, Hempte, Biemans, Delorge 50', Vormer 76', Fledderus, Sutchuin-Djoum 67' ( Pluim), Donald 77' ( Ramzi), Junker |  |
| Stadion: GelreDome, Arnhem Toeschouwers: 14.982 Arbiter: Van Sichem |                                                                         |           |                  | Velthuizen, Yasuda, Kasjia , Kalas 80' ( Van der Struijk), Annan, Van der Heijden 33', Büttner, Pröpper, Van Ginkel 86' ( Pedersen), Dávila 69' ( Jenner), Tsjantoeria | Kieszek, Wielaert 22', Monteyne, Hempte, Biemans, Delorge 50', Vormer 76', Fledderus, Sutchuin-Djoum 67' ( Pluim), Donald 77' ( Ramzi), Junker |  |
| Stadion: GelreDome, Arnhem Toeschouwers: 14.982 Arbiter: Van Sichem |                                                                         |           |                  | Velthuizen, Yasuda, Kasjia , Kalas 80' ( Van der Struijk), Annan, Van der Heijden 33', Büttner, Pröpper, Van Ginkel 86' ( Pedersen), Dávila 69' ( Jenner), Tsjantoeria | Kieszek, Wielaert 22', Monteyne, Hempte, Biemans, Delorge 50', Vormer 76', Fledderus, Sutchuin-Djoum 67' ( Pluim), Donald 77' ( Ramzi), Junker |  |
| Bijz.: Bony geschorst                                               |                                                                         |           |                  | | |  |

Speelronde 7:
| zondag 25 september 2011, 16:30                                               | Excelsior | 0-2 (0-2) | Vitesse      | Opstelling Excelsior | Opstelling Vitesse |  |
| Stadion: Stadion Woudestein, Rotterdam Toeschouwers: 2.500 Arbiter: Braamhaar |           |           | 12' 22' Bony | De Ruiter, Broerse, Van Steensel, Scheimann 40', Nieveld , Eekman, De Graaf 71' ( Van Buren), Alberg, Vincken 86' ( Vorthoren), Oost, Lagouireh 62' ( Maatsen) | Velthuizen, Van der Struijk, Kasjia 18', Kalas, Büttner, Van der Heijden 80', Hofs 71' ( Pröpper 82'), Van Ginkel, Tsjantoeria 89' ( Annan), Bony, Dávila 46' ( Jenner) |  |
| Stadion: Stadion Woudestein, Rotterdam Toeschouwers: 2.500 Arbiter: Braamhaar |           |           |              | De Ruiter, Broerse, Van Steensel, Scheimann 40', Nieveld , Eekman, De Graaf 71' ( Van Buren), Alberg, Vincken 86' ( Vorthoren), Oost, Lagouireh 62' ( Maatsen) | Velthuizen, Van der Struijk, Kasjia 18', Kalas, Büttner, Van der Heijden 80', Hofs 71' ( Pröpper 82'), Van Ginkel, Tsjantoeria 89' ( Annan), Bony, Dávila 46' ( Jenner) |  |
| Stadion: Stadion Woudestein, Rotterdam Toeschouwers: 2.500 Arbiter: Braamhaar |           |           |              | De Ruiter, Broerse, Van Steensel, Scheimann 40', Nieveld , Eekman, De Graaf 71' ( Van Buren), Alberg, Vincken 86' ( Vorthoren), Oost, Lagouireh 62' ( Maatsen) | Velthuizen, Van der Struijk, Kasjia 18', Kalas, Büttner, Van der Heijden 80', Hofs 71' ( Pröpper 82'), Van Ginkel, Tsjantoeria 89' ( Annan), Bony, Dávila 46' ( Jenner) |  |
|                                                                               |           |           |              | | |  |

Speelronde 8:
| zaterdag 1 oktober 2011, 19:45                                   | Vitesse  | 1-1 (0-0) | sc Heerenveen    | Opstelling Vitesse | Opstelling sc Heerenveen |  |
| Stadion: GelreDome, Arnhem Toeschouwers: 16.894 Arbiter: Janssen | Bony 88' |           | 90+1' Gouweleeuw | Velthuizen, Van der Struijk, Kasjia , Kalas, Hofs 69' 75' ( Pedersen), Büttner, Pröpper, Van Ginkel, Jenner, Bony 43', Tsjantoeria 90' ( Piiroja) | Vandenbussche, El-Akchaoui 61' 89' ( Sibon), Zomer 79', Kums, Janmaat, Gouweleeuw, Elm 34', Đuričić 73' ( Švec), Dost 80', Assaidi 83' ( Martinus), Narsingh |  |
| Stadion: GelreDome, Arnhem Toeschouwers: 16.894 Arbiter: Janssen |          |           |                  | Velthuizen, Van der Struijk, Kasjia , Kalas, Hofs 69' 75' ( Pedersen), Büttner, Pröpper, Van Ginkel, Jenner, Bony 43', Tsjantoeria 90' ( Piiroja) | Vandenbussche, El-Akchaoui 61' 89' ( Sibon), Zomer 79', Kums, Janmaat, Gouweleeuw, Elm 34', Đuričić 73' ( Švec), Dost 80', Assaidi 83' ( Martinus), Narsingh |  |
| Stadion: GelreDome, Arnhem Toeschouwers: 16.894 Arbiter: Janssen |          |           |                  | Velthuizen, Van der Struijk, Kasjia , Kalas, Hofs 69' 75' ( Pedersen), Büttner, Pröpper, Van Ginkel, Jenner, Bony 43', Tsjantoeria 90' ( Piiroja) | Vandenbussche, El-Akchaoui 61' 89' ( Sibon), Zomer 79', Kums, Janmaat, Gouweleeuw, Elm 34', Đuričić 73' ( Švec), Dost 80', Assaidi 83' ( Martinus), Narsingh |  |
|                                                                  |          |           |                  | | |  |

Speelronde 9:
| zondag 16 oktober 2011, 12:30                                               | N.E.C. | 0-1 (0-1) | Vitesse         | Opstelling N.E.C. | Opstelling Vitesse |  |
| Stadion: Goffertstadion, Nijmegen Toeschouwers: 12.500 Arbiter: Wiedemeijer |        |           | 34' Tsjantoeria | Babos , Čmovš 80' ( Foor 90'), Van Eijden, Nuytinck, Conboy 57', Van der Velden 59', Vadócz, Koolwijk, Platje 55' ( George), Zeefuik, Schöne 85' ( Nijland) | Velthuizen, Van der Struijk, Kasjia 45+1', Kalas, Büttner, Van der Heijden, Hofs 72' ( Pedersen 75' 82' ( Annan)), Van Ginkel, Tsjantoeria 57', Bony, Jenner 11' ( Aborah 77') |  |
| Stadion: Goffertstadion, Nijmegen Toeschouwers: 12.500 Arbiter: Wiedemeijer |        |           |                 | Babos , Čmovš 80' ( Foor 90'), Van Eijden, Nuytinck, Conboy 57', Van der Velden 59', Vadócz, Koolwijk, Platje 55' ( George), Zeefuik, Schöne 85' ( Nijland) | Velthuizen, Van der Struijk, Kasjia 45+1', Kalas, Büttner, Van der Heijden, Hofs 72' ( Pedersen 75' 82' ( Annan)), Van Ginkel, Tsjantoeria 57', Bony, Jenner 11' ( Aborah 77') |  |
| Stadion: Goffertstadion, Nijmegen Toeschouwers: 12.500 Arbiter: Wiedemeijer |        |           |                 | Babos , Čmovš 80' ( Foor 90'), Van Eijden, Nuytinck, Conboy 57', Van der Velden 59', Vadócz, Koolwijk, Platje 55' ( George), Zeefuik, Schöne 85' ( Nijland) | Velthuizen, Van der Struijk, Kasjia 45+1', Kalas, Büttner, Van der Heijden, Hofs 72' ( Pedersen 75' 82' ( Annan)), Van Ginkel, Tsjantoeria 57', Bony, Jenner 11' ( Aborah 77') |  |
|                                                                             |        |           |                 | | |  |

Speelronde 10:
| zondag 23 oktober 2011, 16:30                                     | Vitesse  | 1-1 (0-1) | PSV        | Opstelling Vitesse | Opstelling PSV |  |
| Stadion: GelreDome, Arnhem Toeschouwers: 22.207 Arbiter: Liesveld | Bony 58' |           | 18' Matavž | Velthuizen, Van der Struijk, Kasjia , Kalas, Büttner, Van Ginkel 27', Annan 45+1', Van der Heijden, Hofs, Pedersen 77' ( Yasuda), Bony | Isaksson, Manolev 88', Bouma, Marcelo 62', Strootman 82', Toivonen , Matavž, Wijnaldum, Mertens, Tamata 67' ( Willems), Labyad 84' ( Lens) |  |
| Stadion: GelreDome, Arnhem Toeschouwers: 22.207 Arbiter: Liesveld |          |           |            | Velthuizen, Van der Struijk, Kasjia , Kalas, Büttner, Van Ginkel 27', Annan 45+1', Van der Heijden, Hofs, Pedersen 77' ( Yasuda), Bony | Isaksson, Manolev 88', Bouma, Marcelo 62', Strootman 82', Toivonen , Matavž, Wijnaldum, Mertens, Tamata 67' ( Willems), Labyad 84' ( Lens) |  |
| Stadion: GelreDome, Arnhem Toeschouwers: 22.207 Arbiter: Liesveld |          |           |            | Velthuizen, Van der Struijk, Kasjia , Kalas, Büttner, Van Ginkel 27', Annan 45+1', Van der Heijden, Hofs, Pedersen 77' ( Yasuda), Bony | Isaksson, Manolev 88', Bouma, Marcelo 62', Strootman 82', Toivonen , Matavž, Wijnaldum, Mertens, Tamata 67' ( Willems), Labyad 84' ( Lens) |  |
| Bijz.: Aborah en Tsjantoeria geschorst                            |          |           |            | | |  |

Speelronde 11:
| zondag 30 oktober 2011, 12:30                                              | De Graafschap | 0-1 (0-0) | Vitesse  | Opstelling De Graafschap | Opstelling Vitesse |  |
| Stadion: De Vijverberg, Doetinchem Toeschouwers: 12.600 Arbiter: Braamhaar |               |           | 70' Bony | De Winter, Evers 61', Wormgoor, Meijer , Van de Pavert, Rose, Kujala 12', De Leeuw 61' ( El Hassnaoui), Breinburg 76' ( Hairemans), Srećković, Poepon 38' | Room, Van der Struijk, Kasjia , Kalas, Büttner, Van der Heijden, Annan, Van Ginkel 27', Hofs 82' ( Aborah), Bony, Tsjantoeria 88' ( Piiroja) |  |
| Stadion: De Vijverberg, Doetinchem Toeschouwers: 12.600 Arbiter: Braamhaar |               |           |          | De Winter, Evers 61', Wormgoor, Meijer , Van de Pavert, Rose, Kujala 12', De Leeuw 61' ( El Hassnaoui), Breinburg 76' ( Hairemans), Srećković, Poepon 38' | Room, Van der Struijk, Kasjia , Kalas, Büttner, Van der Heijden, Annan, Van Ginkel 27', Hofs 82' ( Aborah), Bony, Tsjantoeria 88' ( Piiroja) |  |
| Stadion: De Vijverberg, Doetinchem Toeschouwers: 12.600 Arbiter: Braamhaar |               |           |          | De Winter, Evers 61', Wormgoor, Meijer , Van de Pavert, Rose, Kujala 12', De Leeuw 61' ( El Hassnaoui), Breinburg 76' ( Hairemans), Srećković, Poepon 38' | Room, Van der Struijk, Kasjia , Kalas, Büttner, Van der Heijden, Annan, Van Ginkel 27', Hofs 82' ( Aborah), Bony, Tsjantoeria 88' ( Piiroja) |  |
|                                                                            |               |           |          | | |  |

Speelronde 12:
| zaterdag 5 november 2011, 18:45                                        | NAC Breda           | 1-0 (1-0) | Vitesse | Opstelling NAC Breda | Opstelling Vitesse |  |
| Stadion: Rat Verlegh Stadion, Breda Toeschouwers: 18.000 Arbiter: Vink | Gorter 45+1' (pen.) |           |         | Ten Rouwelaar , Janse 81', Botteghin, Luijckx, Gorter, Gudelj 79' ( Buijs), Gilissen, Schilder, Lurling, Schalk 85' ( Kolk), Bayram 82' ( Jozefzoon) | Velthuizen, Yasuda, Kasjia , Kalas, Büttner 85' ( Aborah), Van der Heijden, Annan, Van Ginkel 67' ( Pröpper), Hofs 45+1', Pedersen 45+1', Tsjantoeria 46' ( Bony) |  |
| Stadion: Rat Verlegh Stadion, Breda Toeschouwers: 18.000 Arbiter: Vink |                     |           |         | Ten Rouwelaar , Janse 81', Botteghin, Luijckx, Gorter, Gudelj 79' ( Buijs), Gilissen, Schilder, Lurling, Schalk 85' ( Kolk), Bayram 82' ( Jozefzoon) | Velthuizen, Yasuda, Kasjia , Kalas, Büttner 85' ( Aborah), Van der Heijden, Annan, Van Ginkel 67' ( Pröpper), Hofs 45+1', Pedersen 45+1', Tsjantoeria 46' ( Bony) |  |
| Stadion: Rat Verlegh Stadion, Breda Toeschouwers: 18.000 Arbiter: Vink |                     |           |         | Ten Rouwelaar , Janse 81', Botteghin, Luijckx, Gorter, Gudelj 79' ( Buijs), Gilissen, Schilder, Lurling, Schalk 85' ( Kolk), Bayram 82' ( Jozefzoon) | Velthuizen, Yasuda, Kasjia , Kalas, Büttner 85' ( Aborah), Van der Heijden, Annan, Van Ginkel 67' ( Pröpper), Hofs 45+1', Pedersen 45+1', Tsjantoeria 46' ( Bony) |  |
|                                                                        |                     |           |         | | |  |

Speelronde 13:
| zondag 20 november 2011, 12:30                                   | Vitesse | 0-4 (0-3) | Feyenoord                           | Opstelling Vitesse | Opstelling Feyenoord |  |
| Stadion: GelreDome, Arnhem Toeschouwers: 19.039 Arbiter: Nijhuis |         |           | 4' 42' Guidetti 32' Vlaar 56' Cissé | Velthuizen, Yasuda), Kasjia , Kalas 43' ( Van Diermen), Büttner, Pröpper 79' ( Pedersen), Annan 10', Van der Heijden, Hofs 35' 46' ( Aborah), Bony, Tsjantoeria | Mulder, De Vrij 71' ( Martins Indi), Vlaar , El Ahmadi, Leerdam, Bakkal, Guidetti 60' ( Biseswar), Cabral 35' 85' ( Achahbar), Clasie, Nelom, Cissé |  |
| Stadion: GelreDome, Arnhem Toeschouwers: 19.039 Arbiter: Nijhuis |         |           |                                     | Velthuizen, Yasuda), Kasjia , Kalas 43' ( Van Diermen), Büttner, Pröpper 79' ( Pedersen), Annan 10', Van der Heijden, Hofs 35' 46' ( Aborah), Bony, Tsjantoeria | Mulder, De Vrij 71' ( Martins Indi), Vlaar , El Ahmadi, Leerdam, Bakkal, Guidetti 60' ( Biseswar), Cabral 35' 85' ( Achahbar), Clasie, Nelom, Cissé |  |
| Stadion: GelreDome, Arnhem Toeschouwers: 19.039 Arbiter: Nijhuis |         |           |                                     | Velthuizen, Yasuda), Kasjia , Kalas 43' ( Van Diermen), Büttner, Pröpper 79' ( Pedersen), Annan 10', Van der Heijden, Hofs 35' 46' ( Aborah), Bony, Tsjantoeria | Mulder, De Vrij 71' ( Martins Indi), Vlaar , El Ahmadi, Leerdam, Bakkal, Guidetti 60' ( Biseswar), Cabral 35' 85' ( Achahbar), Clasie, Nelom, Cissé |  |
| Bijz.: Van den Brom 57'                                          |         |           |                                     | | |  |

Speelronde 14:
| zondag 27 november 2011, 16:30                                           | FC Twente | 0-0 (0-0) | Vitesse | Opstelling FC Twente | Opstelling Vitesse |  |
| Stadion: De Grolsch Veste, Enschede Toeschouwers: 29.800 Arbiter: Bossen |           |           |         | Michajlov, Rosales, Wisgerhof , Douglas, Tiendalli 82', Brama, Fer, Landzaat 78' ( Bajrami), Chadli 90+2' ( Janssen), De Jong, John 67' ( Janko) | Velthuizen, Yasuda 90+6', Kasjia , Kalas, Büttner, Aborah 14', Annan, Van der Heijden, Ibarra 83' ( Hofs), Bony, Qazaishvili 65' ( Tsjantoeria) |  |
| Stadion: De Grolsch Veste, Enschede Toeschouwers: 29.800 Arbiter: Bossen |           |           |         | Michajlov, Rosales, Wisgerhof , Douglas, Tiendalli 82', Brama, Fer, Landzaat 78' ( Bajrami), Chadli 90+2' ( Janssen), De Jong, John 67' ( Janko) | Velthuizen, Yasuda 90+6', Kasjia , Kalas, Büttner, Aborah 14', Annan, Van der Heijden, Ibarra 83' ( Hofs), Bony, Qazaishvili 65' ( Tsjantoeria) |  |
| Stadion: De Grolsch Veste, Enschede Toeschouwers: 29.800 Arbiter: Bossen |           |           |         | Michajlov, Rosales, Wisgerhof , Douglas, Tiendalli 82', Brama, Fer, Landzaat 78' ( Bajrami), Chadli 90+2' ( Janssen), De Jong, John 67' ( Janko) | Velthuizen, Yasuda 90+6', Kasjia , Kalas, Büttner, Aborah 14', Annan, Van der Heijden, Ibarra 83' ( Hofs), Bony, Qazaishvili 65' ( Tsjantoeria) |  |
|                                                                          |           |           |         | | |  |

Speelronde 15:
| zondag 4 december 2011, 14:30                                      | Vitesse                                                         | 4-0 (3-0) | RKC Waalwijk | Opstelling Vitesse | Opstelling RKC Waalwijk |  |
| Stadion: GelreDome, Arnhem Toeschouwers: 15.067 Arbiter: Gözübüyük | Van der Heijden 9' Qazaishvili 21' Aborah 45+2' Bony 59' (pen.) |           |              | Velthuizen, Yasuda, Kasjia , Kalas, Büttner, Annan, Aborah 62' ( Hofs), Van der Heijden, Ibarra, Bony 73' ( Pedersen), Qazaishvili 81' ( Tsjantoeria) | Zoet, Bandjar 84', H. Drost 58', Van Mosselveld 8', Ramos 46' ( Stans), Martina 45+1', Sno, Auassar 46' ( Meijers), Van Hout, Ten Voorde, Castillion |  |
| Stadion: GelreDome, Arnhem Toeschouwers: 15.067 Arbiter: Gözübüyük |                                                                 |           |              | Velthuizen, Yasuda, Kasjia , Kalas, Büttner, Annan, Aborah 62' ( Hofs), Van der Heijden, Ibarra, Bony 73' ( Pedersen), Qazaishvili 81' ( Tsjantoeria) | Zoet, Bandjar 84', H. Drost 58', Van Mosselveld 8', Ramos 46' ( Stans), Martina 45+1', Sno, Auassar 46' ( Meijers), Van Hout, Ten Voorde, Castillion |  |
| Stadion: GelreDome, Arnhem Toeschouwers: 15.067 Arbiter: Gözübüyük |                                                                 |           |              | Velthuizen, Yasuda, Kasjia , Kalas, Büttner, Annan, Aborah 62' ( Hofs), Van der Heijden, Ibarra, Bony 73' ( Pedersen), Qazaishvili 81' ( Tsjantoeria) | Zoet, Bandjar 84', H. Drost 58', Van Mosselveld 8', Ramos 46' ( Stans), Martina 45+1', Sno, Auassar 46' ( Meijers), Van Hout, Ten Voorde, Castillion |  |
|                                                                    |                                                                 |           |              | | |  |

Speelronde 16:
| zondag 11 december 2011, 16:30                                   | Vitesse | 0-0 (0-0) | FC Groningen | Opstelling Vitesse | Opstelling FC Groningen |  |
| Stadion: GelreDome, Arnhem Toeschouwers: 16.408 Arbiter: Dierick |         |           |              | Velthuizen, Yasuda 48', Kasjia , Kalas, Büttner, Annan, Aborah, Van der Heijden, Ibarra 87' ( Van der Struijk), Bony, Qazaishvili 62' ( Hofs 67', 75') | Luciano, Hiariej 85' ( N. Pedersen), Kieftenbeld 73', Burnet 62', Kappelhof, Van Dijk, Holla, Sparv 90+2', Andersson 38' 75' ( Bacuna), Tadić, Texeira |  |
| Stadion: GelreDome, Arnhem Toeschouwers: 16.408 Arbiter: Dierick |         |           |              | Velthuizen, Yasuda 48', Kasjia , Kalas, Büttner, Annan, Aborah, Van der Heijden, Ibarra 87' ( Van der Struijk), Bony, Qazaishvili 62' ( Hofs 67', 75') | Luciano, Hiariej 85' ( N. Pedersen), Kieftenbeld 73', Burnet 62', Kappelhof, Van Dijk, Holla, Sparv 90+2', Andersson 38' 75' ( Bacuna), Tadić, Texeira |  |
| Stadion: GelreDome, Arnhem Toeschouwers: 16.408 Arbiter: Dierick |         |           |              | Velthuizen, Yasuda 48', Kasjia , Kalas, Büttner, Annan, Aborah, Van der Heijden, Ibarra 87' ( Van der Struijk), Bony, Qazaishvili 62' ( Hofs 67', 75') | Luciano, Hiariej 85' ( N. Pedersen), Kieftenbeld 73', Burnet 62', Kappelhof, Van Dijk, Holla, Sparv 90+2', Andersson 38' 75' ( Bacuna), Tadić, Texeira |  |
|                                                                  |         |           |              | | |  |

Speelronde 17:
| zaterdag 17 december 2011, 18:45                                     | Heracles Almelo | 0-1 (0-0) | Vitesse    | Opstelling Heracles Almelo | Opstelling Vitesse |  |
| Stadion: Polman Stadion, Almelo Toeschouwers: 8.467 Arbiter: Janssen |                 |           | 86' Kasjia | Pasveer, Breukers, Rienstra 12', Van der Linden , Jallo, Quansah, Overtoom 84' ( Bruns), Duarte, Vejinović 83' ( Douglas), Plet 63' ( Armenteros), Everton | Velthuizen, Yasuda, Kasjia , Kalas, Büttner, Aborah 79' ( Van Ginkel), Annan 77', Van der Heijden, Ibarra 61' ( Pröpper), Bony, Tsjantoeria |  |
| Stadion: Polman Stadion, Almelo Toeschouwers: 8.467 Arbiter: Janssen |                 |           |            | Pasveer, Breukers, Rienstra 12', Van der Linden , Jallo, Quansah, Overtoom 84' ( Bruns), Duarte, Vejinović 83' ( Douglas), Plet 63' ( Armenteros), Everton | Velthuizen, Yasuda, Kasjia , Kalas, Büttner, Aborah 79' ( Van Ginkel), Annan 77', Van der Heijden, Ibarra 61' ( Pröpper), Bony, Tsjantoeria |  |
| Stadion: Polman Stadion, Almelo Toeschouwers: 8.467 Arbiter: Janssen |                 |           |            | Pasveer, Breukers, Rienstra 12', Van der Linden , Jallo, Quansah, Overtoom 84' ( Bruns), Duarte, Vejinović 83' ( Douglas), Plet 63' ( Armenteros), Everton | Velthuizen, Yasuda, Kasjia , Kalas, Büttner, Aborah 79' ( Van Ginkel), Annan 77', Van der Heijden, Ibarra 61' ( Pröpper), Bony, Tsjantoeria |  |
| Bijz.: Hofs geschorst                                                |                 |           |            | | |  |

Speelronde 18:
| zondag 22 januari 2012, 12:30                                     | Vitesse | 0-1 (0-0) | N.E.C.     | Opstelling Vitesse | Opstelling N.E.C. |  |
| Stadion: GelreDome, Arnhem Toeschouwers: 19.381 Arbiter: Wegereef |         |           | 75' George | Velthuizen, Van der Struijk 73', Kalas, Van der Heijden, Yasuda, Van Ginkel 81' ( Jenner), Hofs 53' 73' ( Havenaar), Aborah, Büttner, Pedersen, Reis 66' ( Lieder) | Babos, Szélesi 25' 54' ( Will), Van Eijden, Conboy 79', Nuytinck, Vadócz, Van der Velden 52' 84' ( Foor), Schöne, Koolwijk, George 81' ( Amieux), Zeefuik |  |
| Stadion: GelreDome, Arnhem Toeschouwers: 19.381 Arbiter: Wegereef |         |           |            | Velthuizen, Van der Struijk 73', Kalas, Van der Heijden, Yasuda, Van Ginkel 81' ( Jenner), Hofs 53' 73' ( Havenaar), Aborah, Büttner, Pedersen, Reis 66' ( Lieder) | Babos, Szélesi 25' 54' ( Will), Van Eijden, Conboy 79', Nuytinck, Vadócz, Van der Velden 52' 84' ( Foor), Schöne, Koolwijk, George 81' ( Amieux), Zeefuik |  |
| Stadion: GelreDome, Arnhem Toeschouwers: 19.381 Arbiter: Wegereef |         |           |            | Velthuizen, Van der Struijk 73', Kalas, Van der Heijden, Yasuda, Van Ginkel 81' ( Jenner), Hofs 53' 73' ( Havenaar), Aborah, Büttner, Pedersen, Reis 66' ( Lieder) | Babos, Szélesi 25' 54' ( Will), Van Eijden, Conboy 79', Nuytinck, Vadócz, Van der Velden 52' 84' ( Foor), Schöne, Koolwijk, George 81' ( Amieux), Zeefuik |  |
| Bijz.: Van Diermen geschorst                                      |         |           |            | | |  |

Speelronde 19:
| vrijdag 27 januari 2012, 20:00                                            | PSV                                  | 3-1 (1-0) | Vitesse      | Opstelling PSV | Opstelling Vitesse |  |
| Stadion: Philips Stadion, Eindhoven Toeschouwers: 34.000 Arbiter: Nijhuis | Matavž 31' Mertens 76' Manolev 90+3' |           | 84' Havenaar | Isaksson, Manolev 73', Marcelo, Derijck 60' ( Bouma), Willems 88' ( Wuytens), Wijnaldum, Toivonen , Strootman, Labyad 68', Matavž, Mertens 77' ( Lens) | Velthuizen ( 81'+), Van der Struijk, Kasjia 81' ( Havenaar), Kalas, Büttner 71', Van Ginkel, Aborah, Van der Heijden 71' 72' ( Van Aanholt), Tsjantoeria, Pedersen 66' ( Reis), Ibarra |  |
| Stadion: Philips Stadion, Eindhoven Toeschouwers: 34.000 Arbiter: Nijhuis |                                      |           |              | Isaksson, Manolev 73', Marcelo, Derijck 60' ( Bouma), Willems 88' ( Wuytens), Wijnaldum, Toivonen , Strootman, Labyad 68', Matavž, Mertens 77' ( Lens) | Velthuizen ( 81'+), Van der Struijk, Kasjia 81' ( Havenaar), Kalas, Büttner 71', Van Ginkel, Aborah, Van der Heijden 71' 72' ( Van Aanholt), Tsjantoeria, Pedersen 66' ( Reis), Ibarra |  |
| Stadion: Philips Stadion, Eindhoven Toeschouwers: 34.000 Arbiter: Nijhuis |                                      |           |              | Isaksson, Manolev 73', Marcelo, Derijck 60' ( Bouma), Willems 88' ( Wuytens), Wijnaldum, Toivonen , Strootman, Labyad 68', Matavž, Mertens 77' ( Lens) | Velthuizen ( 81'+), Van der Struijk, Kasjia 81' ( Havenaar), Kalas, Büttner 71', Van Ginkel, Aborah, Van der Heijden 71' 72' ( Van Aanholt), Tsjantoeria, Pedersen 66' ( Reis), Ibarra |  |
| Bijz.: Hofs geschorst                                                     |                                      |           |              | | |  |

Speelronde 20:
| zaterdag 4 februari 2012, 20:45                                  | Vitesse              | 1-0 (1-0) | NAC Breda | Opstelling Vitesse | Opstelling NAC Breda |  |
| Stadion: GelreDome, Arnhem Toeschouwers: 15.672 Arbiter: Kuipers | Hofs 19' Büttner 61' |           |           | Velthuizen , Yasuda, Van der Struijk 34', Kalas, Van Aanholt, Van Ginkel, Van der Heijden, Büttner, Ibarra 66' ( Tsjantoeria 68'), Havenaar 81' ( Reis), Hofs 84' ( Aborah) | Ten Rouwelaar , Koenders, Buijs 61', Botteghin, Gorter, Bonevacia 63' ( Jozefzoon), Luijckx 22', Schilder, Lurling 45+1', 90+2', Schalk 64' ( Kolk), Bayram |  |
| Stadion: GelreDome, Arnhem Toeschouwers: 15.672 Arbiter: Kuipers |                      |           |           | Velthuizen , Yasuda, Van der Struijk 34', Kalas, Van Aanholt, Van Ginkel, Van der Heijden, Büttner, Ibarra 66' ( Tsjantoeria 68'), Havenaar 81' ( Reis), Hofs 84' ( Aborah) | Ten Rouwelaar , Koenders, Buijs 61', Botteghin, Gorter, Bonevacia 63' ( Jozefzoon), Luijckx 22', Schilder, Lurling 45+1', 90+2', Schalk 64' ( Kolk), Bayram |  |
| Stadion: GelreDome, Arnhem Toeschouwers: 15.672 Arbiter: Kuipers |                      |           |           | Velthuizen , Yasuda, Van der Struijk 34', Kalas, Van Aanholt, Van Ginkel, Van der Heijden, Büttner, Ibarra 66' ( Tsjantoeria 68'), Havenaar 81' ( Reis), Hofs 84' ( Aborah) | Ten Rouwelaar , Koenders, Buijs 61', Botteghin, Gorter, Bonevacia 63' ( Jozefzoon), Luijckx 22', Schilder, Lurling 45+1', 90+2', Schalk 64' ( Kolk), Bayram |  |
|                                                                  |                      |           |           | | |  |

Speelronde 21:
| zondag 12 februari 2012, 16:30                                                 | Feyenoord                   | 3-1 (2-1) | Vitesse         | Opstelling Feyenoord | Opstelling Vitesse |  |
| Stadion: Stadion Feijenoord, Rotterdam Toeschouwers: 43.000 Arbiter: Gözübüyük | Guidetti 12' 31' (pen.) 83' |           | 41' (pen.) Hofs | Mulder, Leerdam, Vlaar , Martins Indi, Nelom, El Ahmadi, Clasie 37' ( Mokotjo), Bakkal 84' ( De Vrij), Schaken, Guidetti, Fernandez 64' ( Cissé) | Velthuizen 12', Van der Struijk, Kasjia , Kalas, Van Aanholt, Van Ginkel, Hofs 75' ( Reis), Van der Heijden, Tsjantoeria 68' ( Aborah), Havenaar, Büttner |  |
| Stadion: Stadion Feijenoord, Rotterdam Toeschouwers: 43.000 Arbiter: Gözübüyük |                             |           |                 | Mulder, Leerdam, Vlaar , Martins Indi, Nelom, El Ahmadi, Clasie 37' ( Mokotjo), Bakkal 84' ( De Vrij), Schaken, Guidetti, Fernandez 64' ( Cissé) | Velthuizen 12', Van der Struijk, Kasjia , Kalas, Van Aanholt, Van Ginkel, Hofs 75' ( Reis), Van der Heijden, Tsjantoeria 68' ( Aborah), Havenaar, Büttner |  |
| Stadion: Stadion Feijenoord, Rotterdam Toeschouwers: 43.000 Arbiter: Gözübüyük |                             |           |                 | Mulder, Leerdam, Vlaar , Martins Indi, Nelom, El Ahmadi, Clasie 37' ( Mokotjo), Bakkal 84' ( De Vrij), Schaken, Guidetti, Fernandez 64' ( Cissé) | Velthuizen 12', Van der Struijk, Kasjia , Kalas, Van Aanholt, Van Ginkel, Hofs 75' ( Reis), Van der Heijden, Tsjantoeria 68' ( Aborah), Havenaar, Büttner |  |
|                                                                                |                             |           |                 | | |  |

Speelronde 22:
| zondag 19 februari 2012, 16:30                                | Vitesse               | 1-4 (0-1) | FC Twente                                 | Opstelling Vitesse | Opstelling FC Twente |  |
| Stadion: GelreDome, Arnhem Toeschouwers: 16.852 Arbiter: Vink | Bony 81' Havenaar 88' |           | 6' Fer 65' De Jong 73' O. John 83' Chadli | Velthuizen, Yasuda, Kalas, Kasjia , Van Aanholt 73' ( Havenaar), Van Ginkel, Van der Heijden, Büttner, Ibarra 51', Bony, Hofs 42' | Michajlov, Cornelisse 42', Wisgerhof 80', Douglas, Rosales, Brama ( 80'+), Fer, Janssen 16' 90+3' ( Röseler), Chadli 90' ( Plet), De Jong, O. John 82' ( Bengtsson) |  |
| Stadion: GelreDome, Arnhem Toeschouwers: 16.852 Arbiter: Vink |                       |           |                                           | Velthuizen, Yasuda, Kalas, Kasjia , Van Aanholt 73' ( Havenaar), Van Ginkel, Van der Heijden, Büttner, Ibarra 51', Bony, Hofs 42' | Michajlov, Cornelisse 42', Wisgerhof 80', Douglas, Rosales, Brama ( 80'+), Fer, Janssen 16' 90+3' ( Röseler), Chadli 90' ( Plet), De Jong, O. John 82' ( Bengtsson) |  |
| Stadion: GelreDome, Arnhem Toeschouwers: 16.852 Arbiter: Vink |                       |           |                                           | Velthuizen, Yasuda, Kalas, Kasjia , Van Aanholt 73' ( Havenaar), Van Ginkel, Van der Heijden, Büttner, Ibarra 51', Bony, Hofs 42' | Michajlov, Cornelisse 42', Wisgerhof 80', Douglas, Rosales, Brama ( 80'+), Fer, Janssen 16' 90+3' ( Röseler), Chadli 90' ( Plet), De Jong, O. John 82' ( Bengtsson) |  |
|                                                               |                       |           |                                           | | |  |

Speelronde 23:
| vrijdag 24 februari 2012, 20:00                                             | RKC Waalwijk | 1-0 (1-0) | Vitesse | Opstelling RKC Waalwijk | Opstelling Vitesse |  |
| Stadion: Mandemakers Stadion, Waalwijk Toeschouwers: 6.079 Arbiter: Janssen | Németh 37'   |           |         | Zoet, H. Drost, Van Peppen , Meijers, Ten Voorde 57', Braber 78', Martina, Schet 46' ( Stans), Duits 90' ( Van Mosselveld), Ramos, Németh 79' ( Castillion) | Velthuizen, Yasuda, Kasjia , Kalas, Büttner, Van der Heijden 66' ( Havenaar), Annan 78' ( Lieder), Van Ginkel, Ibarra 78' ( Tsjantoeria), Bony, Hofs 27' |  |
| Stadion: Mandemakers Stadion, Waalwijk Toeschouwers: 6.079 Arbiter: Janssen |              |           |         | Zoet, H. Drost, Van Peppen , Meijers, Ten Voorde 57', Braber 78', Martina, Schet 46' ( Stans), Duits 90' ( Van Mosselveld), Ramos, Németh 79' ( Castillion) | Velthuizen, Yasuda, Kasjia , Kalas, Büttner, Van der Heijden 66' ( Havenaar), Annan 78' ( Lieder), Van Ginkel, Ibarra 78' ( Tsjantoeria), Bony, Hofs 27' |  |
| Stadion: Mandemakers Stadion, Waalwijk Toeschouwers: 6.079 Arbiter: Janssen |              |           |         | Zoet, H. Drost, Van Peppen , Meijers, Ten Voorde 57', Braber 78', Martina, Schet 46' ( Stans), Duits 90' ( Van Mosselveld), Ramos, Németh 79' ( Castillion) | Velthuizen, Yasuda, Kasjia , Kalas, Büttner, Van der Heijden 66' ( Havenaar), Annan 78' ( Lieder), Van Ginkel, Ibarra 78' ( Tsjantoeria), Bony, Hofs 27' |  |
|                                                                             |              |           |         | | |  |

Speelronde 24:
| zondag 4 maart 2012, 12:30                                       | Vitesse               | 2-0 (1-0) | De Graafschap | Opstelling Vitesse | Opstelling De Graafschap |  |
| Stadion: GelreDome, Arnhem Toeschouwers: 16.757 Arbiter: Nijhuis | Bony 34' Havenaar 73' |           |               | Velthuizen, Yasuda, Kalas 12', Kasjia , Van Aanholt, Annan, Van der Heijden, Bony, Ibarra, Büttner, Havenaar 74' ( Van Ginkel) | De Winter, Nalbantoğlu, Saeijs, Evers 88', Van de Pavert, Meijer , Rose, Vermouth 75' ( Gyasi), El Hassnaoui 90', Poepon, De Leeuw 75' ( Badibanga) |  |
| Stadion: GelreDome, Arnhem Toeschouwers: 16.757 Arbiter: Nijhuis |                       |           |               | Velthuizen, Yasuda, Kalas 12', Kasjia , Van Aanholt, Annan, Van der Heijden, Bony, Ibarra, Büttner, Havenaar 74' ( Van Ginkel) | De Winter, Nalbantoğlu, Saeijs, Evers 88', Van de Pavert, Meijer , Rose, Vermouth 75' ( Gyasi), El Hassnaoui 90', Poepon, De Leeuw 75' ( Badibanga) |  |
| Stadion: GelreDome, Arnhem Toeschouwers: 16.757 Arbiter: Nijhuis |                       |           |               | Velthuizen, Yasuda, Kalas 12', Kasjia , Van Aanholt, Annan, Van der Heijden, Bony, Ibarra, Büttner, Havenaar 74' ( Van Ginkel) | De Winter, Nalbantoğlu, Saeijs, Evers 88', Van de Pavert, Meijer , Rose, Vermouth 75' ( Gyasi), El Hassnaoui 90', Poepon, De Leeuw 75' ( Badibanga) |  |
| Bijz.: Hofs geschorst                                            |                       |           |               | | |  |

Speelronde 25:
| zaterdag 10 maart 2012, 18:45                                        | FC Groningen     | 1-3 (0-1) | Vitesse                                           | Opstelling FC Groningen | Opstelling Vitesse |  |
| Stadion: Euroborg, Groningen Toeschouwers: 22.102 Arbiter: Gözübüyük | Tadić 68' (pen.) |           | 42' Van Ginkel 56' Van der Heijden 90+2' Havenaar | Luciano, Kieftenbeld, Van Dijk 55', Ivens 83' ( N. Pedersen), Johansson, Suk, Andersson 83' ( Pedro), Hiariej 49' ( Jones), Sparv 51', Tadić, Texeira | Velthuizen, Yasuda 16', Kalas, Kasjia , Van Aanholt, Van Ginkel 81', Annan, Van der Heijden, Ibarra 90' ( Pröpper), Bony 90' ( Havenaar), Büttner |  |
| Stadion: Euroborg, Groningen Toeschouwers: 22.102 Arbiter: Gözübüyük |                  |           |                                                   | Luciano, Kieftenbeld, Van Dijk 55', Ivens 83' ( N. Pedersen), Johansson, Suk, Andersson 83' ( Pedro), Hiariej 49' ( Jones), Sparv 51', Tadić, Texeira | Velthuizen, Yasuda 16', Kalas, Kasjia , Van Aanholt, Van Ginkel 81', Annan, Van der Heijden, Ibarra 90' ( Pröpper), Bony 90' ( Havenaar), Büttner |  |
| Stadion: Euroborg, Groningen Toeschouwers: 22.102 Arbiter: Gözübüyük |                  |           |                                                   | Luciano, Kieftenbeld, Van Dijk 55', Ivens 83' ( N. Pedersen), Johansson, Suk, Andersson 83' ( Pedro), Hiariej 49' ( Jones), Sparv 51', Tadić, Texeira | Velthuizen, Yasuda 16', Kalas, Kasjia , Van Aanholt, Van Ginkel 81', Annan, Van der Heijden, Ibarra 90' ( Pröpper), Bony 90' ( Havenaar), Büttner |  |
|                                                                      |                  |           |                                                   | | |  |

Speelronde 26:
| vrijdag 16 maart 2012, 20:00                                         | Vitesse                 | 2-0 (1-0) | Heracles Almelo | Opstelling Vitesse | Opstelling Heracles Almelo |  |
| Stadion: GelreDome, Arnhem Toeschouwers: 17.155 Arbiter: Wiedemeijer | Bony 23' 45' Ibarra 67' |           |                 | Velthuizen, Yasuda, Kasjia , Kalas, Van Aanholt 64' ( Hofs), Van Ginkel, Annan, Van der Heijden 57', Ibarra, Bony 83' ( Reis), Büttner | Pasveer 42', Breukers, Rienstra 34', Van der Linden 38', Looms, Quansah, Overtoom, Duarte 22', Douglas 45' ( Telgenkamp), Armenteros 78' ( Gouriye), Everton 46' ( Bruns) |  |
| Stadion: GelreDome, Arnhem Toeschouwers: 17.155 Arbiter: Wiedemeijer |                         |           |                 | Velthuizen, Yasuda, Kasjia , Kalas, Van Aanholt 64' ( Hofs), Van Ginkel, Annan, Van der Heijden 57', Ibarra, Bony 83' ( Reis), Büttner | Pasveer 42', Breukers, Rienstra 34', Van der Linden 38', Looms, Quansah, Overtoom, Duarte 22', Douglas 45' ( Telgenkamp), Armenteros 78' ( Gouriye), Everton 46' ( Bruns) |  |
| Stadion: GelreDome, Arnhem Toeschouwers: 17.155 Arbiter: Wiedemeijer |                         |           |                 | Velthuizen, Yasuda, Kasjia , Kalas, Van Aanholt 64' ( Hofs), Van Ginkel, Annan, Van der Heijden 57', Ibarra, Bony 83' ( Reis), Büttner | Pasveer 42', Breukers, Rienstra 34', Van der Linden 38', Looms, Quansah, Overtoom, Duarte 22', Douglas 45' ( Telgenkamp), Armenteros 78' ( Gouriye), Everton 46' ( Bruns) |  |
|                                                                      |                         |           |                 | | |  |

Speelronde 27:
| zaterdag 24 maart 2012, 18:45                                                      | Roda JC Kerkrade                  | 3-1 (2-1) | Vitesse     | Opstelling Roda JC Kerkrade | Opstelling Vitesse |  |
| Stadion: Parkstad Limburg Stadion, Kerkrade Toeschouwers: 15.340 Arbiter: Wegereef | Malki 25' De Beule 37' Junker 49' |           | 38' Pröpper | Kieszek, Monteyne, Biemans, Vuković, Hempte, Delorge, Vormer, De Beule 86' ( Donald), Ramzi 46' ( Fledderus), Junker 90+1' ( Hupperts), Malki 80' | Velthuizen, Yasuda 59' ( Havenaar), Kalas, Kasjia , Van Aanholt, Van Ginkel, Annan, Pröpper, Ibarra, Bony, Büttner 78' ( Tsjantoeria) |  |
| Stadion: Parkstad Limburg Stadion, Kerkrade Toeschouwers: 15.340 Arbiter: Wegereef |                                   |           |             | Kieszek, Monteyne, Biemans, Vuković, Hempte, Delorge, Vormer, De Beule 86' ( Donald), Ramzi 46' ( Fledderus), Junker 90+1' ( Hupperts), Malki 80' | Velthuizen, Yasuda 59' ( Havenaar), Kalas, Kasjia , Van Aanholt, Van Ginkel, Annan, Pröpper, Ibarra, Bony, Büttner 78' ( Tsjantoeria) |  |
| Stadion: Parkstad Limburg Stadion, Kerkrade Toeschouwers: 15.340 Arbiter: Wegereef |                                   |           |             | Kieszek, Monteyne, Biemans, Vuković, Hempte, Delorge, Vormer, De Beule 86' ( Donald), Ramzi 46' ( Fledderus), Junker 90+1' ( Hupperts), Malki 80' | Velthuizen, Yasuda 59' ( Havenaar), Kalas, Kasjia , Van Aanholt, Van Ginkel, Annan, Pröpper, Ibarra, Bony, Büttner 78' ( Tsjantoeria) |  |
| Bijz.: Van der Heijden geschorst                                                   |                                   |           |             | | |  |

Speelronde 28:
| zondag 1 april 2012, 16:30                                        | Vitesse                   | 2-2 (1-1) | AZ                       | Opstelling Vitesse | Opstelling AZ |  |
| Stadion: GelreDome, Arnhem Toeschouwers: 22.164 Arbiter: Makkelie | Kasjia 35' Van Ginkel 46' |           | 32' Altidore 59' Poulsen | Velthuizen, Van der Struijk, Kasjia 38', Kalas, Büttner, Van Ginkel, Annan, Van der Heijden, Ibarra, Bony 66', Tsjantoeria | Esteban, Marcellis, Moisander 30', Viergever, Poulsen, Maher 46', Elm, Martens 14' 77' ( Johansson), Guðmundsson 70' ( Falkenburg), Altidore 70' ( Benschop), Holman 38', 63' |  |
| Stadion: GelreDome, Arnhem Toeschouwers: 22.164 Arbiter: Makkelie |                           |           |                          | Velthuizen, Van der Struijk, Kasjia 38', Kalas, Büttner, Van Ginkel, Annan, Van der Heijden, Ibarra, Bony 66', Tsjantoeria | Esteban, Marcellis, Moisander 30', Viergever, Poulsen, Maher 46', Elm, Martens 14' 77' ( Johansson), Guðmundsson 70' ( Falkenburg), Altidore 70' ( Benschop), Holman 38', 63' |  |
| Stadion: GelreDome, Arnhem Toeschouwers: 22.164 Arbiter: Makkelie |                           |           |                          | Velthuizen, Van der Struijk, Kasjia 38', Kalas, Büttner, Van Ginkel, Annan, Van der Heijden, Ibarra, Bony 66', Tsjantoeria | Esteban, Marcellis, Moisander 30', Viergever, Poulsen, Maher 46', Elm, Martens 14' 77' ( Johansson), Guðmundsson 70' ( Falkenburg), Altidore 70' ( Benschop), Holman 38', 63' |  |
|                                                                   |                           |           |                          | | |  |

Speelronde 29:
| donderdag 12 april 2012, 20:00                                                 | VVV-Venlo     | 1-3 (0-2) | Vitesse                         | Opstelling VVV-Venlo | Opstelling Vitesse |  |
| Stadion: Seacon Stadion - De Koel -, Venlo Toeschouwers: 7.500 Arbiter: Bossen | Wildschut 52' |           | 11' Büttner 26' Bony 90+3' Hofs | Gentenaar, Timisela 89', Vorstermans, Yoshida, Leiwakabessy 83' ( Fleuren), Maguire, Meeuwis , Holla 39', Linssen 70' ( Berghuis), Nwofor 46' ( Uchebo), Wildschut | Velthuizen, Van der Struijk, Kasjia , Kalas, Büttner, Van Ginkel, Annan 47' 66' ( Havenaar), Van der Heijden, Ibarra 82' ( Tsjantoeria), Bony 78' ( Pröpper), Hofs 56' |  |
| Stadion: Seacon Stadion - De Koel -, Venlo Toeschouwers: 7.500 Arbiter: Bossen |               |           |                                 | Gentenaar, Timisela 89', Vorstermans, Yoshida, Leiwakabessy 83' ( Fleuren), Maguire, Meeuwis , Holla 39', Linssen 70' ( Berghuis), Nwofor 46' ( Uchebo), Wildschut | Velthuizen, Van der Struijk, Kasjia , Kalas, Büttner, Van Ginkel, Annan 47' 66' ( Havenaar), Van der Heijden, Ibarra 82' ( Tsjantoeria), Bony 78' ( Pröpper), Hofs 56' |  |
| Stadion: Seacon Stadion - De Koel -, Venlo Toeschouwers: 7.500 Arbiter: Bossen |               |           |                                 | Gentenaar, Timisela 89', Vorstermans, Yoshida, Leiwakabessy 83' ( Fleuren), Maguire, Meeuwis , Holla 39', Linssen 70' ( Berghuis), Nwofor 46' ( Uchebo), Wildschut | Velthuizen, Van der Struijk, Kasjia , Kalas, Büttner, Van Ginkel, Annan 47' 66' ( Havenaar), Van der Heijden, Ibarra 82' ( Tsjantoeria), Bony 78' ( Pröpper), Hofs 56' |  |
|                                                                                |               |           |                                 | | |  |

Speelronde 30:
| zondag 15 april 2012, 14:30                                   | Vitesse    | 1-0 (0-0) | ADO Den Haag | Opstelling Vitesse | Opstelling ADO Den Haag |  |
| Stadion: GelreDome, Arnhem Toeschouwers: 15.261 Arbiter: Smet | Ibarra 60' |           |              | Velthuizen, Van der Struijk, Kasjia , Kalas, Büttner, Van Ginkel, Annan, Van der Heijden 46' ( Havenaar), Ibarra 89' ( Lieder), Bony, Hofs 84' ( Aborah) | Coutinho , Omeruo, N'Toko 83' ( J. Verhoek), Horváth, Supusepa, Toornstra 73' ( Boussaboun), Visser, Chery, Smolarek, Immers 50', Vicento 79' 88' ( Elbers) |  |
| Stadion: GelreDome, Arnhem Toeschouwers: 15.261 Arbiter: Smet |            |           |              | Velthuizen, Van der Struijk, Kasjia , Kalas, Büttner, Van Ginkel, Annan, Van der Heijden 46' ( Havenaar), Ibarra 89' ( Lieder), Bony, Hofs 84' ( Aborah) | Coutinho , Omeruo, N'Toko 83' ( J. Verhoek), Horváth, Supusepa, Toornstra 73' ( Boussaboun), Visser, Chery, Smolarek, Immers 50', Vicento 79' 88' ( Elbers) |  |
| Stadion: GelreDome, Arnhem Toeschouwers: 15.261 Arbiter: Smet |            |           |              | Velthuizen, Van der Struijk, Kasjia , Kalas, Büttner, Van Ginkel, Annan, Van der Heijden 46' ( Havenaar), Ibarra 89' ( Lieder), Bony, Hofs 84' ( Aborah) | Coutinho , Omeruo, N'Toko 83' ( J. Verhoek), Horváth, Supusepa, Toornstra 73' ( Boussaboun), Visser, Chery, Smolarek, Immers 50', Vicento 79' 88' ( Elbers) |  |
|                                                               |            |           |              | | |  |

Speelronde 31:
| zaterdag 21 april 2012, 18:45                                                     | sc Heerenveen | 1-1 (1-0) | Vitesse      | Opstelling sc Heerenveen | Opstelling Vitesse |  |
| Stadion: Abe Lenstra Stadion, Heerenveen Toeschouwers: 25.000 Arbiter: Van Sichem | Đuričić 5'    |           | 78' Havenaar | Nordfeldt, Schmidt 67', Gouweleeuw, Zomer 90', Breuer, Đuričić 18' 89' ( Valpoort), Kums 83' ( Van Anholt), Elm, Narsingh, Dost, Assaidi | Velthuizen, Yasuda, Kasjia , Kalas, Büttner, Van Ginkel, Annan, Van der Heijden 62' ( Havenaar), Ibarra, Bony, Hofs 76' ( Reis) |  |
| Stadion: Abe Lenstra Stadion, Heerenveen Toeschouwers: 25.000 Arbiter: Van Sichem |               |           |              | Nordfeldt, Schmidt 67', Gouweleeuw, Zomer 90', Breuer, Đuričić 18' 89' ( Valpoort), Kums 83' ( Van Anholt), Elm, Narsingh, Dost, Assaidi | Velthuizen, Yasuda, Kasjia , Kalas, Büttner, Van Ginkel, Annan, Van der Heijden 62' ( Havenaar), Ibarra, Bony, Hofs 76' ( Reis) |  |
| Stadion: Abe Lenstra Stadion, Heerenveen Toeschouwers: 25.000 Arbiter: Van Sichem |               |           |              | Nordfeldt, Schmidt 67', Gouweleeuw, Zomer 90', Breuer, Đuričić 18' 89' ( Valpoort), Kums 83' ( Van Anholt), Elm, Narsingh, Dost, Assaidi | Velthuizen, Yasuda, Kasjia , Kalas, Büttner, Van Ginkel, Annan, Van der Heijden 62' ( Havenaar), Ibarra, Bony, Hofs 76' ( Reis) |  |
|                                                                                   |               |           |              | | |  |

Speelronde 32:
| zaterdag 28 april 2012, 19:45                                    | Vitesse                                          | 3-2 (1-2) | Excelsior                             | Opstelling Vitesse | Opstelling Excelsior |  |
| Stadion: GelreDome, Arnhem Toeschouwers: 18.278 Arbiter: Janssen | Büttner 45+3' (pen.) 80' (pen.) Van Ginkel 90+2' |           | 34' (e.d.) Van der Heijden 42' Alberg | Velthuizen, Van der Struijk, Kasjia , Kalas, Büttner 86', Van Ginkel, Bony, Van der Heijden 57' ( Reis), Ibarra 73', Havenaar 57' ( Tsjantoeria), Hofs 76' ( Pröpper) | De Ruiter, Van Deelen 55', 75', Schenkeveld 45+3', Nieveld, Scheimann 50', De Graaf, Alberg 65' ( Vincken), Broerse, Maatsen 84' ( Janga), Oost 78' ( Smith), Bruins 80' |  |
| Stadion: GelreDome, Arnhem Toeschouwers: 18.278 Arbiter: Janssen |                                                  |           |                                       | Velthuizen, Van der Struijk, Kasjia , Kalas, Büttner 86', Van Ginkel, Bony, Van der Heijden 57' ( Reis), Ibarra 73', Havenaar 57' ( Tsjantoeria), Hofs 76' ( Pröpper) | De Ruiter, Van Deelen 55', 75', Schenkeveld 45+3', Nieveld, Scheimann 50', De Graaf, Alberg 65' ( Vincken), Broerse, Maatsen 84' ( Janga), Oost 78' ( Smith), Bruins 80' |  |
| Stadion: GelreDome, Arnhem Toeschouwers: 18.278 Arbiter: Janssen |                                                  |           |                                       | Velthuizen, Van der Struijk, Kasjia , Kalas, Büttner 86', Van Ginkel, Bony, Van der Heijden 57' ( Reis), Ibarra 73', Havenaar 57' ( Tsjantoeria), Hofs 76' ( Pröpper) | De Ruiter, Van Deelen 55', 75', Schenkeveld 45+3', Nieveld, Scheimann 50', De Graaf, Alberg 65' ( Vincken), Broerse, Maatsen 84' ( Janga), Oost 78' ( Smith), Bruins 80' |  |
|                                                                  |                                                  |           |                                       | | |  |

Speelronde 33:
| woensdag 2 mei 2012, 20:00                                                     | FC Utrecht             | 2-2 (1-1) | Vitesse                  | Opstelling FC Utrecht | Opstelling Vitesse |  |
| Stadion: Stadion Galgenwaard, Utrecht Toeschouwers: 19.000 Arbiter: Van Hulten | Duplan 28' Demouge 59' |           | 43' Tsjantoeria 82' Hofs | Van Dijk, Bovenberg 55' ( Van der Maarel), Schut 44' ( Van der Hoorn), Wuytens, Bulthuis, Duplan, Asare, Sneijder 73' ( Kali), Takagi, Demouge, Van der Gun | Velthuizen, Van der Struijk, Kasjia , Kalas, Van Aanholt, Hofs, Van Ginkel, Pröpper, Ibarra 64' ( Havenaar), Reis, Tsjantoeria 83' ( Qazaishvili) |  |
| Stadion: Stadion Galgenwaard, Utrecht Toeschouwers: 19.000 Arbiter: Van Hulten |                        |           |                          | Van Dijk, Bovenberg 55' ( Van der Maarel), Schut 44' ( Van der Hoorn), Wuytens, Bulthuis, Duplan, Asare, Sneijder 73' ( Kali), Takagi, Demouge, Van der Gun | Velthuizen, Van der Struijk, Kasjia , Kalas, Van Aanholt, Hofs, Van Ginkel, Pröpper, Ibarra 64' ( Havenaar), Reis, Tsjantoeria 83' ( Qazaishvili) |  |
| Stadion: Stadion Galgenwaard, Utrecht Toeschouwers: 19.000 Arbiter: Van Hulten |                        |           |                          | Van Dijk, Bovenberg 55' ( Van der Maarel), Schut 44' ( Van der Hoorn), Wuytens, Bulthuis, Duplan, Asare, Sneijder 73' ( Kali), Takagi, Demouge, Van der Gun | Velthuizen, Van der Struijk, Kasjia , Kalas, Van Aanholt, Hofs, Van Ginkel, Pröpper, Ibarra 64' ( Havenaar), Reis, Tsjantoeria 83' ( Qazaishvili) |  |
|                                                                                |                        |           |                          | | |  |

Speelronde 34:
| zondag 6 mei 2012, 14:30                                      | Vitesse  | 1-3 (1-1) | Ajax                                   | Opstelling Vitesse | Opstelling Ajax |  |
| Stadion: GelreDome, Arnhem Toeschouwers: 23.549 Arbiter: Vink | Hofs 29' |           | 41' Boelykin 74' Ooijer 80' Vertonghen | Velthuizen, Yasuda, Kasjia , Kalas, Büttner, Van Ginkel, Hofs 62' ( Bony), Van der Heijden, Ibarra, Reis 80' ( Havenaar), Tsjantoeria | Cillessen, Van der Wiel, Ooijer 83' ( Van Rhijn), Vertonghen, Blind, De Jong, Enoh, Janssen, Özbiliz 79' ( Ebecilio), Boelykin 63' ( Lodeiro), Aissati |  |
| Stadion: GelreDome, Arnhem Toeschouwers: 23.549 Arbiter: Vink |          |           |                                        | Velthuizen, Yasuda, Kasjia , Kalas, Büttner, Van Ginkel, Hofs 62' ( Bony), Van der Heijden, Ibarra, Reis 80' ( Havenaar), Tsjantoeria | Cillessen, Van der Wiel, Ooijer 83' ( Van Rhijn), Vertonghen, Blind, De Jong, Enoh, Janssen, Özbiliz 79' ( Ebecilio), Boelykin 63' ( Lodeiro), Aissati |  |
| Stadion: GelreDome, Arnhem Toeschouwers: 23.549 Arbiter: Vink |          |           |                                        | Velthuizen, Yasuda, Kasjia , Kalas, Büttner, Van Ginkel, Hofs 62' ( Bony), Van der Heijden, Ibarra, Reis 80' ( Havenaar), Tsjantoeria | Cillessen, Van der Wiel, Ooijer 83' ( Van Rhijn), Vertonghen, Blind, De Jong, Enoh, Janssen, Özbiliz 79' ( Ebecilio), Boelykin 63' ( Lodeiro), Aissati |  |
|                                                               |          |           |                                        | | |  |

### KNVB beker
Tweede ronde:
| dinsdag 20 september 2011 20:45                                     | Vitesse                              | 0-0 n.v. 0-0 (0-0) 5-4 pen. | NAC Breda                                 | Opstelling Vitesse | Opstelling NAC Breda |  |
| Stadion: GelreDome, Arnhem Toeschouwers: 11.737 Arbiter: Van Boekel |                                      |                             |                                           | Velthuizen, Yasuda, Kasjia , Kalas, Annan 46' ( Bony), Van der Heijden, Büttner, Pröpper 63' ( Hofs), Van Ginkel , Dávila 76' ( Jenner), Tsjantoeria | Ten Rouwelaar, Janse 56' 83' ( Koenders), Buijs 115' ( Bonevacia), Botteghin, Gudelj , Schilder , Gilissen, Gorter 23', Lurling, Bayram, Schalk 73' ( Jozefzoon) |  |
| Stadion: GelreDome, Arnhem Toeschouwers: 11.737 Arbiter: Van Boekel | Pen.-serie                           |                             |                                           | Velthuizen, Yasuda, Kasjia , Kalas, Annan 46' ( Bony), Van der Heijden, Büttner, Pröpper 63' ( Hofs), Van Ginkel , Dávila 76' ( Jenner), Tsjantoeria | Ten Rouwelaar, Janse 56' 83' ( Koenders), Buijs 115' ( Bonevacia), Botteghin, Gudelj , Schilder , Gilissen, Gorter 23', Lurling, Bayram, Schalk 73' ( Jozefzoon) |  |
| Stadion: GelreDome, Arnhem Toeschouwers: 11.737 Arbiter: Van Boekel | Büttner Tsjantoeria Kasjia Hofs Bony |                             | Jozefzoon Gorter Schilder Bayram Gilissen | Velthuizen, Yasuda, Kasjia , Kalas, Annan 46' ( Bony), Van der Heijden, Büttner, Pröpper 63' ( Hofs), Van Ginkel , Dávila 76' ( Jenner), Tsjantoeria | Ten Rouwelaar, Janse 56' 83' ( Koenders), Buijs 115' ( Bonevacia), Botteghin, Gudelj , Schilder , Gilissen, Gorter 23', Lurling, Bayram, Schalk 73' ( Jozefzoon) |  |
|                                                                     |                                      |                             |                                           | | |  |

Derde ronde:
| woensdag 26 oktober 2011, 18:45                                   | Vitesse              | 2-1 (1-1) | ADO Den Haag | Opstelling Vitesse | Opstelling ADO Den Haag |  |
| Stadion: GelreDome, Arnhem Toeschouwers: 10.235 Arbiter: Makkelie | Pedersen 5' Bony 68' |           | 19' Chery    | Velthuizen, Van der Struijk 70' ( Yasuda), Kasjia , Kalas, Büttner 45+1', Van Ginkel, Annan, Van der Heijden 90', Hofs 59' 66' ( Pröpper), Pedersen, Bony | Zwinkels, Ammi 87' ( Supusepa), Kum 76', J. Verhoek 48', Immers , Toornstra 87' ( Mulders), W. Verhoek 38', Radosavljevič, Chery 86', Vicento, Horváth 27', 83' |  |
| Stadion: GelreDome, Arnhem Toeschouwers: 10.235 Arbiter: Makkelie |                      |           |              | Velthuizen, Van der Struijk 70' ( Yasuda), Kasjia , Kalas, Büttner 45+1', Van Ginkel, Annan, Van der Heijden 90', Hofs 59' 66' ( Pröpper), Pedersen, Bony | Zwinkels, Ammi 87' ( Supusepa), Kum 76', J. Verhoek 48', Immers , Toornstra 87' ( Mulders), W. Verhoek 38', Radosavljevič, Chery 86', Vicento, Horváth 27', 83' |  |
| Stadion: GelreDome, Arnhem Toeschouwers: 10.235 Arbiter: Makkelie |                      |           |              | Velthuizen, Van der Struijk 70' ( Yasuda), Kasjia , Kalas, Büttner 45+1', Van Ginkel, Annan, Van der Heijden 90', Hofs 59' 66' ( Pröpper), Pedersen, Bony | Zwinkels, Ammi 87' ( Supusepa), Kum 76', J. Verhoek 48', Immers , Toornstra 87' ( Mulders), W. Verhoek 38', Radosavljevič, Chery 86', Vicento, Horváth 27', 83' |  |
| Bijz.: Aborah en Tsjantoeria geschorst                            |                      |           |              | | |  |

Achtste finale:
| donderdag 22 december 2011, 18:45                                                | FC Eindhoven  | 1-2 (0-0) | Vitesse                     | Opstelling FC Eindhoven | Opstelling Vitesse |  |
| Stadion: Jan Louwers Stadion, Eindhoven Toeschouwers: 3.803 Arbiter: Wiedemeijer | Paridaans 79' |           | 77' Van Ginkel 90+2' Aborah | Swinkels, Lucius, Paridaans, Van der Rijt, Rossen, Van Son , Van Boekel 90+3' ( Vansimpsen), Waalkens, Pennings 53' 64' ( Kantelberg), Koç, Mokhtar 88' | Room, Yasuda, Kasjia 35', 55', Kalas, Büttner ( 55'+), Annan 59' ( Van der Struijk), Aborah, Van der Heijden, Pröpper 73' ( Hofs), Van Ginkel, Tsjantoeria |  |
| Stadion: Jan Louwers Stadion, Eindhoven Toeschouwers: 3.803 Arbiter: Wiedemeijer |               |           |                             | Swinkels, Lucius, Paridaans, Van der Rijt, Rossen, Van Son , Van Boekel 90+3' ( Vansimpsen), Waalkens, Pennings 53' 64' ( Kantelberg), Koç, Mokhtar 88' | Room, Yasuda, Kasjia 35', 55', Kalas, Büttner ( 55'+), Annan 59' ( Van der Struijk), Aborah, Van der Heijden, Pröpper 73' ( Hofs), Van Ginkel, Tsjantoeria |  |
| Stadion: Jan Louwers Stadion, Eindhoven Toeschouwers: 3.803 Arbiter: Wiedemeijer |               |           |                             | Swinkels, Lucius, Paridaans, Van der Rijt, Rossen, Van Son , Van Boekel 90+3' ( Vansimpsen), Waalkens, Pennings 53' 64' ( Kantelberg), Koç, Mokhtar 88' | Room, Yasuda, Kasjia 35', 55', Kalas, Büttner ( 55'+), Annan 59' ( Van der Struijk), Aborah, Van der Heijden, Pröpper 73' ( Hofs), Van Ginkel, Tsjantoeria |  |
| Bijz.: Van Diermen geschorst                                                     |               |           |                             | | |  |

Kwartfinale:
| dinsdag 31 januari 2012, 20:45                                    | Vitesse    | 1-2 (1-0) | sc Heerenveen    | Opstelling Vitesse | Opstelling sc Heerenveen |  |
| Stadion: GelreDome, Arnhem Toeschouwers: 10.418 Arbiter: Liesveld | Aborah 41' |           | 67' Elm 71' Dost | Velthuizen , Van der Struijk, Kalas 87', Van der Heijden 18', Van Aanholt, Van Ginkel, Aborah 45+1' 75' ( Hofs), Büttner 60' ( Yasuda), Ibarra, Pedersen, Tsjantoeria 76' ( Havenaar) | Vandenbussche, Breuer 79', Zomer 9' ( Kruiswijk), Kums 84', Janmaat, Gouweleeuw, Elm , Van La Parra, Đuričić 67' ( Roorda), Dost, Narsingh 90+2' ( Valpoort) |  |
| Stadion: GelreDome, Arnhem Toeschouwers: 10.418 Arbiter: Liesveld |            |           |                  | Velthuizen , Van der Struijk, Kalas 87', Van der Heijden 18', Van Aanholt, Van Ginkel, Aborah 45+1' 75' ( Hofs), Büttner 60' ( Yasuda), Ibarra, Pedersen, Tsjantoeria 76' ( Havenaar) | Vandenbussche, Breuer 79', Zomer 9' ( Kruiswijk), Kums 84', Janmaat, Gouweleeuw, Elm , Van La Parra, Đuričić 67' ( Roorda), Dost, Narsingh 90+2' ( Valpoort) |  |
| Stadion: GelreDome, Arnhem Toeschouwers: 10.418 Arbiter: Liesveld |            |           |                  | Velthuizen , Van der Struijk, Kalas 87', Van der Heijden 18', Van Aanholt, Van Ginkel, Aborah 45+1' 75' ( Hofs), Büttner 60' ( Yasuda), Ibarra, Pedersen, Tsjantoeria 76' ( Havenaar) | Vandenbussche, Breuer 79', Zomer 9' ( Kruiswijk), Kums 84', Janmaat, Gouweleeuw, Elm , Van La Parra, Đuričić 67' ( Roorda), Dost, Narsingh 90+2' ( Valpoort) |  |
| Bijz.: Kasjia geschorst                                           |            |           |                  | | |  |

### Play-offsUEFA Europa League
Eerste ronde / halve finale, wedstrijd 1:
| donderdag 10 mei 2012, 19:00                                              | N.E.C.                                                | 3-2 (1-1) | Vitesse           | Opstelling N.E.C.                                                                                               | Opstelling Vitesse |  |
| Stadion: Goffertstadion, Nijmegen Toeschouwers: 12.333 Arbiter: Braamhaar | Foor 41' Schöne 79' (pen.) Van der Struijk 88' (e.d.) |           | 32' Hofs 61' Bony | Babos , Szélesi 17', Čmovš, Nuytinck, Conboy 75', Vadócz, Schöne, Koolwijk, Foor, Zeefuik, Amieux 69' ( Platje) | Velthuizen, Van der Struijk 78', Kasjia , Kalas, Büttner, Van Ginkel, Annan 89', Hofs 45' 70' ( Pröpper), Ibarra, Bony 14', Tsjantoeria 58' ( Reis) |  |
| Stadion: Goffertstadion, Nijmegen Toeschouwers: 12.333 Arbiter: Braamhaar |                                                       |           |                   | Babos , Szélesi 17', Čmovš, Nuytinck, Conboy 75', Vadócz, Schöne, Koolwijk, Foor, Zeefuik, Amieux 69' ( Platje) | Velthuizen, Van der Struijk 78', Kasjia , Kalas, Büttner, Van Ginkel, Annan 89', Hofs 45' 70' ( Pröpper), Ibarra, Bony 14', Tsjantoeria 58' ( Reis) |  |
| Stadion: Goffertstadion, Nijmegen Toeschouwers: 12.333 Arbiter: Braamhaar |                                                       |           |                   | Babos , Szélesi 17', Čmovš, Nuytinck, Conboy 75', Vadócz, Schöne, Koolwijk, Foor, Zeefuik, Amieux 69' ( Platje) | Velthuizen, Van der Struijk 78', Kasjia , Kalas, Büttner, Van Ginkel, Annan 89', Hofs 45' 70' ( Pröpper), Ibarra, Bony 14', Tsjantoeria 58' ( Reis) |  |
| Bijz.: 59' wedstrijd stilgelegd vanwege onweer; na 15 minuten hervat      |                                                       |           |                   | | |  |

Eerste ronde / halve finale, wedstrijd 2:
| zondag 13 mei 2012, 14:30                                        | Vitesse                    | 2-0 (0-0) | N.E.C. | Opstelling Vitesse | Opstelling N.E.C. |  |
| Stadion: GelreDome, Arnhem Toeschouwers: 13.301 Arbiter: Kuipers | Hofs 51' Bony 76' Reis 89' |           |        | Velthuizen, Van der Struijk 72' ( Yasuda), Kasjia , Kalas, Büttner 22', Van Ginkel, Annan 13', Hofs 77' ( Van der Heijden), Ibarra, Bony, Tsjantoeria 68' ( Reis) | Babos , Szélesi, Van Eijden, Nuytinck 32', Conboy, Vadócz 58', Schöne 56', Koolwijk 84' ( Platje), Foor 49', 54', Zeefuik 78' 90+1' ( Čmovš), Amieux 68' ( Van der Velden) |  |
| Stadion: GelreDome, Arnhem Toeschouwers: 13.301 Arbiter: Kuipers |                            |           |        | Velthuizen, Van der Struijk 72' ( Yasuda), Kasjia , Kalas, Büttner 22', Van Ginkel, Annan 13', Hofs 77' ( Van der Heijden), Ibarra, Bony, Tsjantoeria 68' ( Reis) | Babos , Szélesi, Van Eijden, Nuytinck 32', Conboy, Vadócz 58', Schöne 56', Koolwijk 84' ( Platje), Foor 49', 54', Zeefuik 78' 90+1' ( Čmovš), Amieux 68' ( Van der Velden) |  |
| Stadion: GelreDome, Arnhem Toeschouwers: 13.301 Arbiter: Kuipers |                            |           |        | Velthuizen, Van der Struijk 72' ( Yasuda), Kasjia , Kalas, Büttner 22', Van Ginkel, Annan 13', Hofs 77' ( Van der Heijden), Ibarra, Bony, Tsjantoeria 68' ( Reis) | Babos , Szélesi, Van Eijden, Nuytinck 32', Conboy, Vadócz 58', Schöne 56', Koolwijk 84' ( Platje), Foor 49', 54', Zeefuik 78' 90+1' ( Čmovš), Amieux 68' ( Van der Velden) |  |
|                                                                  |                            |           |        | | |  |

Tweede ronde / finale, wedstrijd 1:
| donderdag 17 mei 2012, 16:30                                                   | RKC Waalwijk | 1-3 (0-1) | Vitesse                | Opstelling RKC Waalwijk | Opstelling Vitesse |  |
| Stadion: Mandemakers Stadion, Waalwijk Toeschouwers: 6.000 Arbiter: Van Boekel | Németh 55'   |           | 22' Kalas 69' 81' Bony | Zoet, H. Drost, Van Mosselveld, Van Peppen, Martina, Meijers, Braber, Duits 81' ( Van Hout), Stans 46' ( Németh), Schet 46' ( Alakmak), Ten Voorde | Velthuizen, Van der Struijk, Kasjia , Kalas, Van Aanholt, Van Ginkel, Van der Heijden 76', Hofs 64' ( Pröpper), Ibarra, Bony 82' ( Havenaar), Tsjantoeria 72' ( Reis) |  |
| Stadion: Mandemakers Stadion, Waalwijk Toeschouwers: 6.000 Arbiter: Van Boekel |              |           |                        | Zoet, H. Drost, Van Mosselveld, Van Peppen, Martina, Meijers, Braber, Duits 81' ( Van Hout), Stans 46' ( Németh), Schet 46' ( Alakmak), Ten Voorde | Velthuizen, Van der Struijk, Kasjia , Kalas, Van Aanholt, Van Ginkel, Van der Heijden 76', Hofs 64' ( Pröpper), Ibarra, Bony 82' ( Havenaar), Tsjantoeria 72' ( Reis) |  |
| Stadion: Mandemakers Stadion, Waalwijk Toeschouwers: 6.000 Arbiter: Van Boekel |              |           |                        | Zoet, H. Drost, Van Mosselveld, Van Peppen, Martina, Meijers, Braber, Duits 81' ( Van Hout), Stans 46' ( Németh), Schet 46' ( Alakmak), Ten Voorde | Velthuizen, Van der Struijk, Kasjia , Kalas, Van Aanholt, Van Ginkel, Van der Heijden 76', Hofs 64' ( Pröpper), Ibarra, Bony 82' ( Havenaar), Tsjantoeria 72' ( Reis) |  |
| Bijz.: Annan geschorst                                                         |              |           |                        | | |  |

Tweede ronde / finale, wedstrijd 2:
| zondag 20 mei 2012, 16:30                                     | Vitesse            | 2-1 (1-0) | RKC Waalwijk   | Opstelling Vitesse | Opstelling RKC Waalwijk |  |
| Stadion: GelreDome, Arnhem Toeschouwers: 24.561 Arbiter: Blom | Bony 3' Ibarra 84' |           | 75' Castillion | Velthuizen, Van der Struijk, Kasjia , Kalas, Büttner, Van Ginkel, Annan 46', Hofs 71' ( Pröpper), Ibarra, Bony 87' ( Havenaar), Reis 79' ( Van der Heijden) | Zoet, Bandjar, Martina, Van Mosselveld 66' ( Castillion), Van Peppen, Braber, Duits 3', Meijers, Alakmak, Ten Voorde 46' ( Stans 61'), Németh 67' ( Van Hout) |  |
| Stadion: GelreDome, Arnhem Toeschouwers: 24.561 Arbiter: Blom |                    |           |                | Velthuizen, Van der Struijk, Kasjia , Kalas, Büttner, Van Ginkel, Annan 46', Hofs 71' ( Pröpper), Ibarra, Bony 87' ( Havenaar), Reis 79' ( Van der Heijden) | Zoet, Bandjar, Martina, Van Mosselveld 66' ( Castillion), Van Peppen, Braber, Duits 3', Meijers, Alakmak, Ten Voorde 46' ( Stans 61'), Németh 67' ( Van Hout) |  |
| Stadion: GelreDome, Arnhem Toeschouwers: 24.561 Arbiter: Blom |                    |           |                | Velthuizen, Van der Struijk, Kasjia , Kalas, Büttner, Van Ginkel, Annan 46', Hofs 71' ( Pröpper), Ibarra, Bony 87' ( Havenaar), Reis 79' ( Van der Heijden) | Zoet, Bandjar, Martina, Van Mosselveld 66' ( Castillion), Van Peppen, Braber, Duits 3', Meijers, Alakmak, Ten Voorde 46' ( Stans 61'), Németh 67' ( Van Hout) |  |
|                                                               |                    |           |                | | |  |

### Oefenwedstrijden
| Datum/tijd                 | Thuis   | Uitslag | Uit                                                  | Informatie |
| -------------------------- | ------- | --- | ---------------------------------------------------- | ---------- |
| zaterdag 9 juli 2011 16:00 |         | |                                                      |            |
| Arnhemse Boys              | 0 - 14  | Vitesse | Sportpark de Schuytgraaf, Arnhem Toeschouwers: 2.500 |            |
|                            | (0 - 8) | 8' 39' 58' 66' Tsjantoeria 14' 32' Pröpper 16' 39' Bony 18' Büttner 25' Jenner 50' 72' Pedersen 80' Vreekamp 85' Vink | Sportpark de Schuytgraaf, Arnhem Toeschouwers: 2.500 |            |

| Datum/tijd                  | Thuis   | Uitslag  | Uit                                  | Informatie |
| --------------------------- | ------- | -------- | ------------------------------------ | ---------- |
| woensdag 13 juli 2011 17:00 |         |          |                                      |            |
| FC Augsburg                 | 0 - 1   | Vitesse  | Terrein TSV Bad Gögging, Bad Gögging |            |
|                             | (0 - 1) | 45' Bony | Terrein TSV Bad Gögging, Bad Gögging |            |

| Datum/tijd                  | Thuis   | Uitslag                                                  | Uit                                                       | Informatie |
| --------------------------- | ------- | -------------------------------------------------------- | --------------------------------------------------------- | ---------- |
| zaterdag 16 juli 2011 17:00 |         |                                                          |                                                           |            |
| Jahn Regensburg             | 0 - 4   | Vitesse                                                  | Terrein FC Schwarzenfeld, Schwarzenfeld Toeschouwers: 700 |            |
|                             | (0 - 1) | 18' Tsjantoeria 52' Bony 55' Büttner 88' (pen.) Pedersen | Terrein FC Schwarzenfeld, Schwarzenfeld Toeschouwers: 700 |            |

| Datum/tijd                  | Thuis   | Uitslag                                                   | Uit                                                   | Informatie |
| --------------------------- | ------- | --------------------------------------------------------- | ----------------------------------------------------- | ---------- |
| zaterdag 23 juli 2011 17:00 |         |                                                           |                                                       |            |
| FC Oss                      | 1 - 5   | Vitesse                                                   | Sportpark de Groene Velden, Veenendaal Arbiter: Heida |            |
| De Ruiter 69'               | (0 - 3) | 6' 78' (pen.) Bony 35' 67' (pen.) Büttner 41' Tsjantoeria | Sportpark de Groene Velden, Veenendaal Arbiter: Heida |            |

| Datum/tijd                 | Thuis   | Uitslag                                                       | Uit                                            | Informatie |
| -------------------------- | ------- | ------------------------------------------------------------- | ---------------------------------------------- | ---------- |
| dinsdag 26 juli 2011 19:00 |         |                                                               |                                                |            |
| AGOVV Apeldoorn            | 0 - 4   | Vitesse                                                       | Sportpark Lonapark, Loenen Toeschouwers: 2.500 |            |
|                            | (0 - 0) | 56' Jenner 61' (pen.) Tsjantoeria 82' Büttner 84' Tighadouini | Sportpark Lonapark, Loenen Toeschouwers: 2.500 |            |

| Datum/tijd                                      | Thuis   | Uitslag      | Uit                                                  | Informatie |
| ----------------------------------------------- | ------- | ------------ | ---------------------------------------------------- | ---------- |
| zaterdag 30 juli 2011 16:00                     |         |              |                                                      |            |
| Vitesse                                         | 4 - 0   | Al Shabab    | Sportpark de Schuytgraaf, Arnhem Toeschouwers: 2.000 |            |
| Kasjia 46' Tsjantoeria 49' Pröpper 56' Bony 59' | (0 - 0) | 58' Fernando | Sportpark de Schuytgraaf, Arnhem Toeschouwers: 2.000 |            |

| Datum/tijd                                                     | Thuis   | Uitslag                                                                           | Uit                          | Informatie |
| -------------------------------------------------------------- | ------- | --------------------------------------------------------------------------------- | ---------------------------- | ---------- |
| vrijdag 2 september 2011 14:00                                 |         |                                                                                   |                              |            |
| FC Volendam                                                    | 6 - 6   | Vitesse                                                                           | Sportpark Julianapark, Hoorn |            |
| Roj 38' Kramer 52' 71' (pen.) 82' (pen.) Bakkenes 66' Tuyp 78' | (1 - 3) | 13' Van der Struijk 35' (pen.) Büttner 45' (pen.) 61' Pröpper 53' Yasuda 65' Vink | Sportpark Julianapark, Hoorn |            |

| Datum/tijd                       | Thuis   | Uitslag | Uit                                 | Informatie |
| -------------------------------- | ------- | ------- | ----------------------------------- | ---------- |
| donderdag 10 november 2011 15:30 |         |         |                                     |            |
| FC Den Bosch                     | 1 - 0   | Vitesse | Stadion De Vliert, 's-Hertogenbosch |            |
| Van Weert 10'                    | (1 - 0) |         | Stadion De Vliert, 's-Hertogenbosch |            |

| Datum/tijd                     | Thuis   | Uitslag                                                                                      | Uit              | Informatie |
| ------------------------------ | ------- | -------------------------------------------------------------------------------------------- | ---------------- | ---------- |
| woensdag 11 januari 2012 16:00 |         |                                                                                              |                  |            |
| AEL Limassol                   | 0 - 9   | Vitesse                                                                                      | Tsirion, Limasol |            |
|                                | (0 - 1) | 10' Pedersen 60' Havenaar 63' 82' Lieder 67' Vink 74' (pen.) Büttner 80' 85' Reis 88' Jenner | Tsirion, Limasol |            |

| Datum/tijd                   | Thuis   | Uitslag  | Uit                              | Informatie |
| ---------------------------- | ------- | -------- | -------------------------------- | ---------- |
| zondag 15 januari 2012 15:30 |         |          |                                  |            |
| FC Schalke 04                | 2 - 1   | Vitesse  | Tivoli, Aken Toeschouwers: 2.000 |            |
| Fuchs 23' Draxler 49'        | (1 - 0) | 51' Reis | Tivoli, Aken Toeschouwers: 2.000 |            |

| Datum/tijd                    | Thuis   | Uitslag                               | Uit                                                            | Informatie |
| ----------------------------- | ------- | ------------------------------------- | -------------------------------------------------------------- | ---------- |
| dinsdag 17 januari 2012 19:30 |         |                                       |                                                                |            |
| MVV Alcides                   | 0 - 3   | Vitesse                               | Sportpark Ezinge, Meppel Toeschouwers: 800 Arbiter: J. Gerbers |            |
|                               | (0 - 0) | 60' 65' Van de Streek 81' Tsjantoeria | Sportpark Ezinge, Meppel Toeschouwers: 800 Arbiter: J. Gerbers |            |

| Datum/tijd                         | Thuis   | Uitslag | Uit                                                        | Informatie |
| ---------------------------------- | ------- | ------- | ---------------------------------------------------------- | ---------- |
| dinsdag 28 februari 2012 19:00     |         |         |                                                            |            |
| Marokkaans Olympisch voetbalelftal | 1 - 0   | Vitesse | Stade de Marrakech, Marrakesh Arbiter: Mohamed Ben Hassena |            |
| Haddou 74'                         | (0 - 0) |         | Stade de Marrakech, Marrakesh Arbiter: Mohamed Ben Hassena |            |

| Datum/tijd                  | Thuis   | Uitslag                                                         | Uit                                             | Informatie |
| --------------------------- | ------- | --------------------------------------------------------------- | ----------------------------------------------- | ---------- |
| dinsdag 20 maart 2012 19:30 |         |                                                                 |                                                 |            |
| SDV Barneveld               | 1 - 5   | Vitesse                                                         | Sportpark Norschoten, Barneveld Arbiter: Luinge |            |
| Mengerink 16'               | (1 - 4) | 2' 37' (pen.) Van de Streek 24' Havenaar 30' Darri 67' (e.d.) ? | Sportpark Norschoten, Barneveld Arbiter: Luinge |            |

PARBO Bier Cup 2012, wedstrijd 1:
| Datum/tijd                                    | Thuis   | Uitslag                        | Uit                                                                          | Informatie |
| --------------------------------------------- | ------- | ------------------------------ | ---------------------------------------------------------------------------- | ---------- |
| woensdag 23 mei 2012 20:00 (UTC−3)            |         |                                |                                                                              |            |
| Vitesse                                       | 4 - 2   | Guyana                         | André Kamperveenstadion, Paramaribo Toeschouwers: 1.000 Arbiter: Andy Pierau |            |
| Reis 9' 16' Van Aanholt 38' Dennis 63' (e.d.) | (3 - 1) | 43' (pen.) Benfield 69' Joseph | André Kamperveenstadion, Paramaribo Toeschouwers: 1.000 Arbiter: Andy Pierau |            |

PARBO Bier Cup 2012, wedstrijd 3:
| Datum/tijd                       | Thuis   | Uitslag              | Uit                                                                                | Informatie |
| -------------------------------- | ------- | -------------------- | ---------------------------------------------------------------------------------- | ---------- |
| zondag 27 mei 2012 18:00 (UTC−3) |         |                      |                                                                                    |            |
| Suriprofs/Natio                  | 1 - 2   | Vitesse              | André Kamperveenstadion, Paramaribo Toeschouwers: 3.900 Arbiter: Enrico Wijngaarde |            |
| Schmeltz 86'                     | (0 - 0) | 54' Reis 82' Berends | André Kamperveenstadion, Paramaribo Toeschouwers: 3.900 Arbiter: Enrico Wijngaarde |            |

N.B.: Vitesse wint de PARBO Bier Cup 2012.

## Jong Vitesse/AGOVV 2011/12

### Selectie Jong Vitesse/AGOVV
De selectie van Jong Vitesse/AGOVV in het seizoen 2011/12 staat in de onderstaande tabel. Bij de wedstrijden in de beloftencompetitie en -beker kon deze selectie worden aangevuld met spelers uit het eerste elftal die weinig of geen speeltijd in de eigen competitie gehad hadden.
| Nr.   | Naam                         | Positie      |
| ----- | ---------------------------- | ------------ |
| 28    | Sebastiaan van der Sman*1    | Keeper       |
| 31    | Ryan Bouwmeester             | Middenvelder |
| 32    | Raynick Damasco*2            | Verdediger   |
| 33 15 | Anderson Santos da Vitória*1 | Verdediger   |
| 33    | Hayri Pinarci*3              | Middenvelder |
| 34    | Sander van de Streek*4       | Middenvelder |
| 35    | Hamza Tagherbit              | Aanvaller    |
| 36    | Adnane Tighadouini*7         | Aanvaller    |
| 38    | Gregory Viereck              | Aanvaller    |
| 39    | Wimilio Vink*1               | Middenvelder |
| 40    | Mike Vreekamp                | Middenvelder |
| 41    | Nando Wormgoor               | Verdediger   |
| 42 30 | Stan Berrevoets*8            | Keeper       |
| 43 14 | Alex Santos da Vitória*1     | Verdediger   |
| 43    | Michalis Vakalopoulos*5      | Verdediger   |
| 44    | Brahim Darri*4               | Aanvaller    |
| 45    | Gino Bosz                    | Middenvelder |
| 46    | Kay Tassenaar*6              | Verdediger   |

0*1 Alex, Anderson, Van der Sman en Vink werden gedurende het seizoen door Vitesse zowel tot de selectie van het eerste elftal als tot de selectie van Jong Vitesse/AGOVV gerekend.

0*2 Raynick Damasco stapte in oktober 2011 over naar de selectie van AGOVV Apeldoorn.

0*3 Hayri Pinarci stapte in januari 2012 op huurbasis over naar de selectie van AGOVV Apeldoorn.

0*4 Sander van de Streek en Brahim Darri maakten ook deel uit van de A1 selectie van Vitesse/AGOVV.

0*5 Michalis Vakalopoulos speelde in de voorbereiding op het seizoen eerst bij AGOVV Apeldoorn. In januari 2012 vertrok Vakalopoulos naar Veendam.

0*6 Kay Tassenaar verbleef slechts kort bij Jong Vitesse/AGOVV omdat de KNVB de overschrijving naar het team niet goedkeurde.

0*7 Adnane Tighadouini werd in januari 2012 verhuurd aan FC Volendam.

0*8 Stan Berrevoets vertrok in de winter naar Sparta Rotterdam.

### Staf Jong Vitesse/AGOVV
| Naam           | Functie        |
| -------------- | -------------- |
| Frank Berghuis | trainer        |
| Gerry Hamstra  | trainer        |
| Jasper Steens  | fysiotherapeut |
| Toon Hendriks  | elftalleider   |